# Mauron
Pour les articles homonymes, voir Mauron (homonymie).
Mauron [mɔʁɔ̃] est une commune française, située dans le département du Morbihan en région Bretagne.
La commune de Mauron fait partie de Ploërmel Communauté, du canton de Ploërmel (avant la réforme administrative de 2014 Mauron était le chef-lieu du canton de Mauron) et de l'arrondissement de Pontivy.

## Géographie

### Situation
Cette commune du nord-est du Morbihan est limitrophe des départements des Côtes-d'Armor et d'Ille-et-Vilaine.
Rennes (Ille-et-Vilaine) est à 57 km à l'est. Vannes, la préfecture, est à 71 km au sud (S-S-E) ; Lorient à 100 km au sud-ouest ; et Quimper à 161 km à l'ouest par Lorient. Au nord, Dinan est à 50 km et Saint-Malo à 81 km.
Mauron est aussi à proximité de la forêt de Paimpont, parfois considérée comme la mythique Brocéliande.

### Communes limitrophes

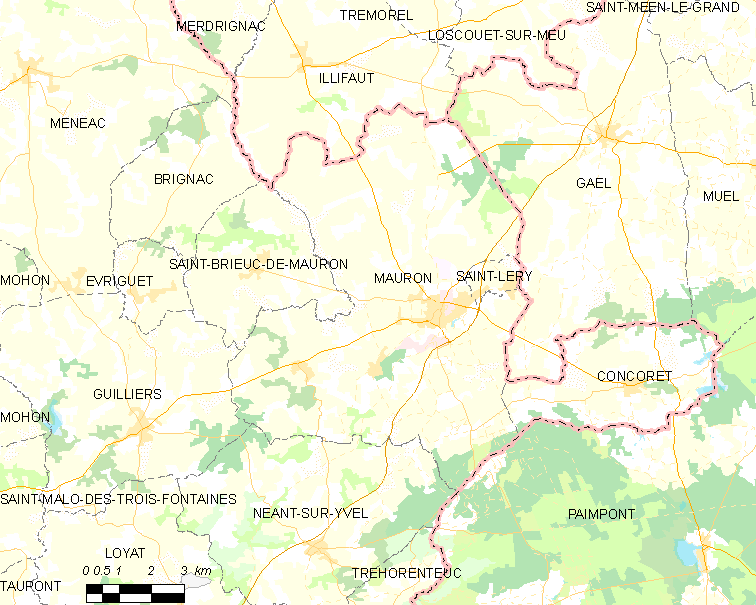
Carte de la commune de Mauron et des communes avoisinantes.

La petite commune de Saint-Léry forme presque une enclave au sein de la partie nord-est de la commune.

### Relief et hydrographie
Le finage de Mauron présente un dénivelé de 83 mètres entre son point le plus haut (130 mètres dans la "Landes de la Chapelle", à la pointe sud-est de la commune, à la limite avec Paimpont et Néant-sur-Yvel) et son point le plus bas (47 mètres, à la limite ouest de la commune, à l'endroit où l'Yvel quitte le territoire communal, au niveau du hameau du Bois-de-la-Roche). La pointe nord de la commune, là où sont implantées les éoliennes, est également élevée, atteignant 111 mètres d'altitude. Le bourg de Mauron est vers 75 à 80 mètres.

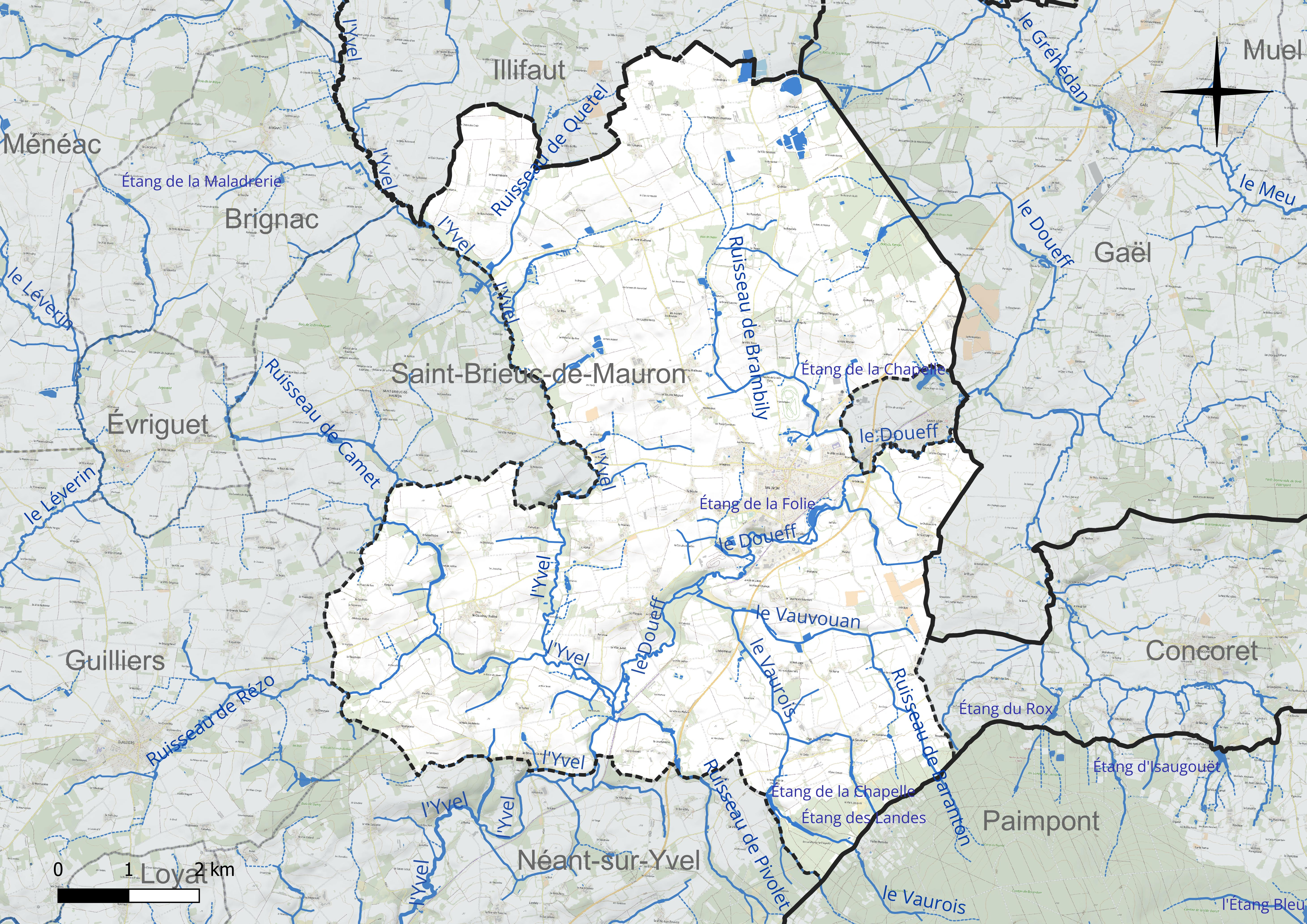
Carte du réseau hydrographique de la commune de Mauron.
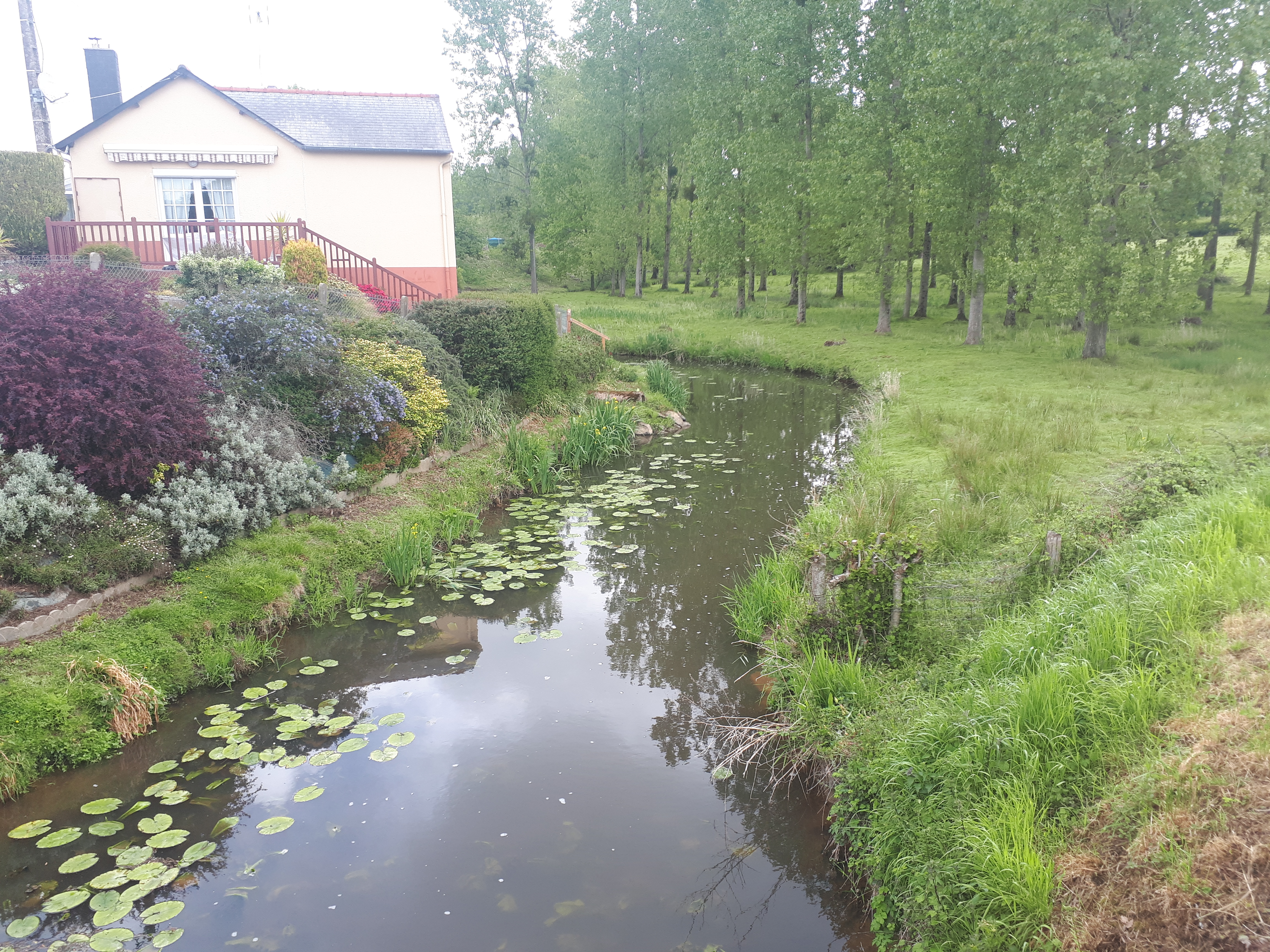
Le Doueff à Mauron.
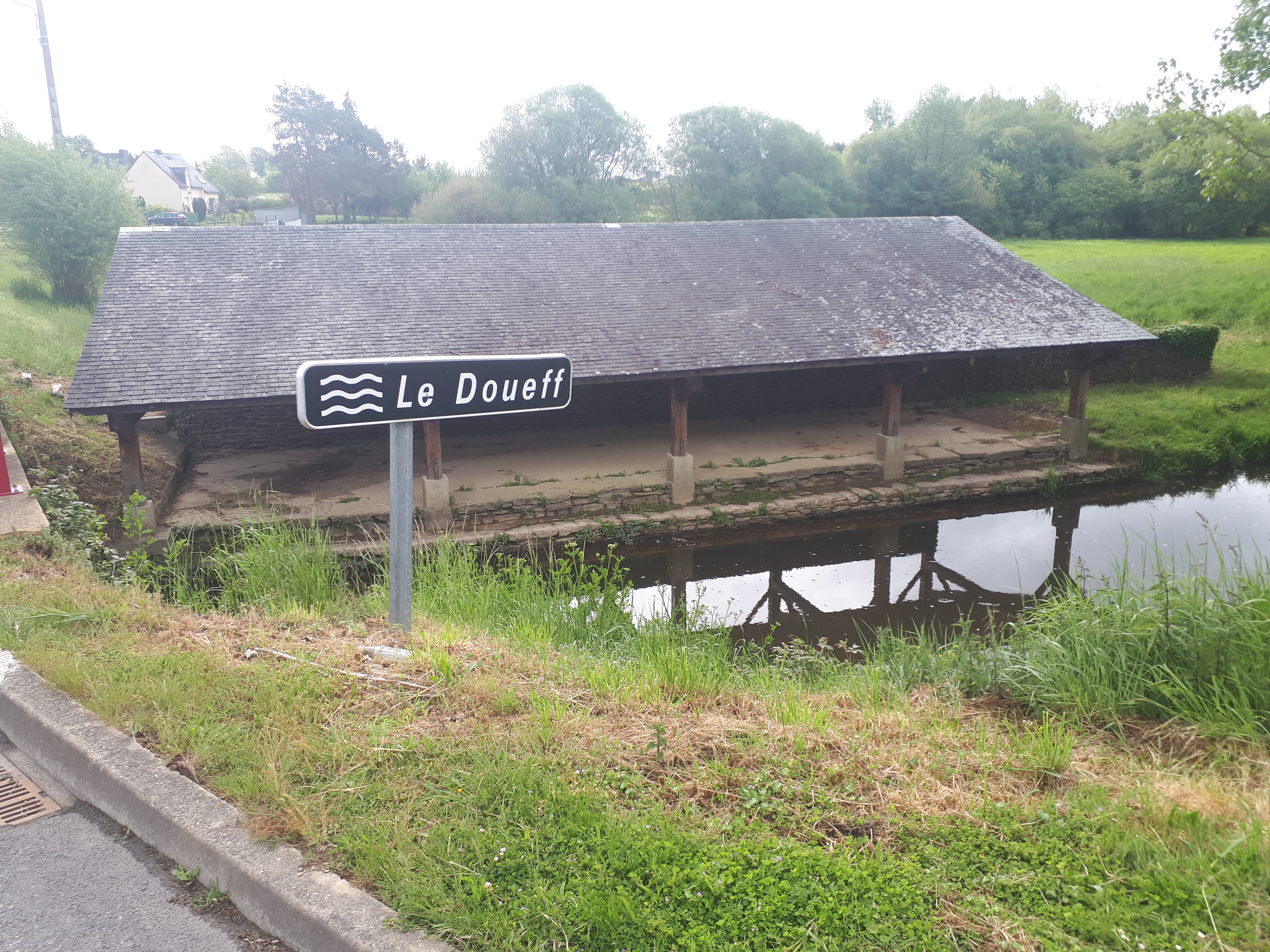
Lavoir au bord du Doueff à Mauron.
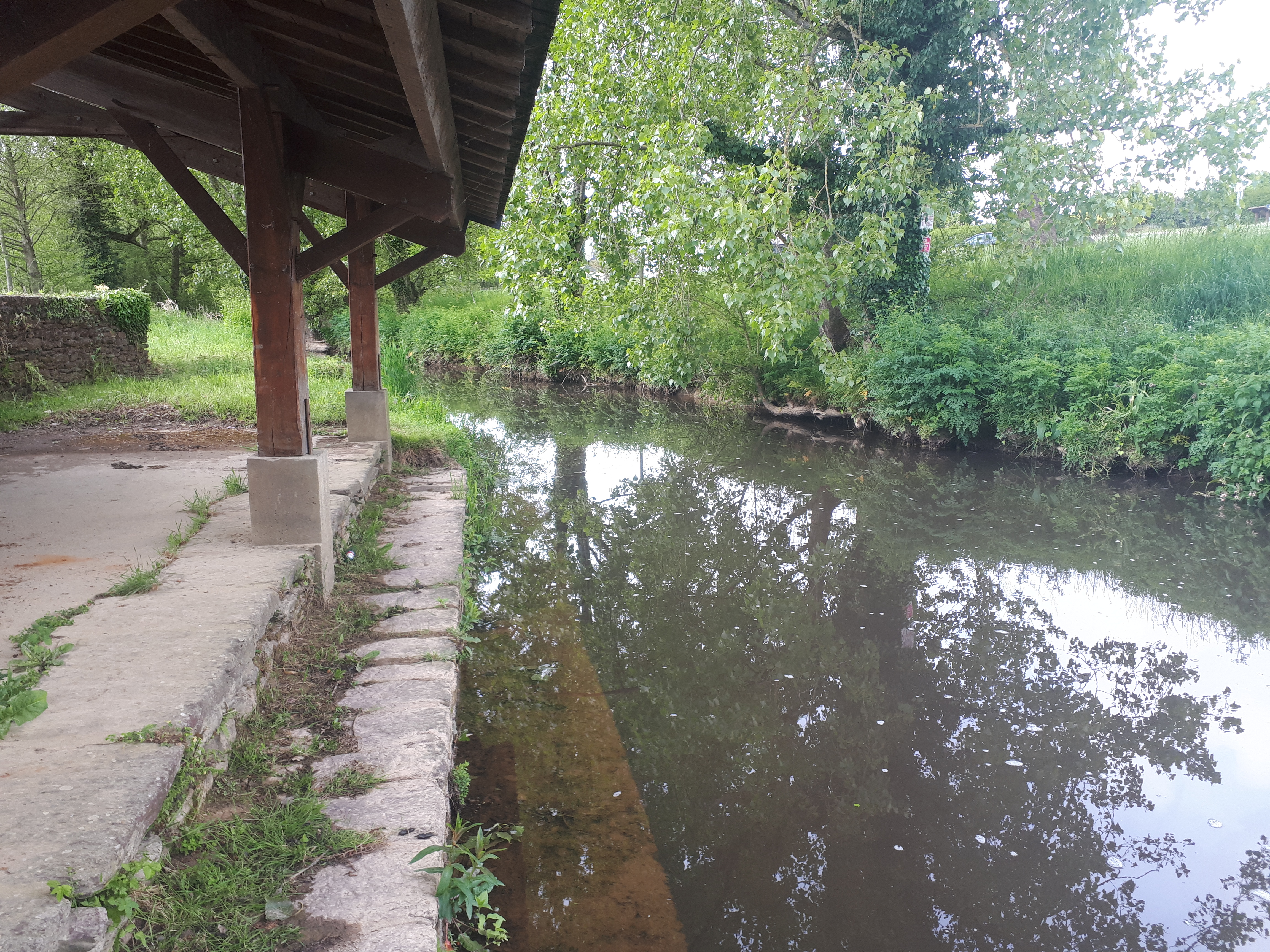
Lavoir au bord du Doueff à Mauron.

L'ensemble de la commune fait partie du bassin hydrographique de l'Yvel, affluent de l'Aff et sous-affluent de la Vilaine. L'Yvel, qui sert  un temps de limite avec Saint-Brieuc-de-Mauron et aussi pius en aval avec Néant-sur-Yvel, alimente ensuite le Lac au Duc, reçoit sur le territoire de Mauron plusieurs affluents : le principal est le Doueff, qui traverse la partie centrale de la commune et passe jute au sud-est du bourg, alimentant l'étang de la Folie (un plan d'eau de 3 hectares, propriété communale, créé dans la décennie 1970 à proximité du centre-ville puis agrandi en 1992-1993) ; cette rivière reçoit les eaux de plusieurs affluents : le Ruisseau de Brambily, le Ruisseau de Barenton et le Vaurois (qui alimente les étangs des Landes et de la Chapelle) étant les principaux. L'Yvel reçoit plusieurs autres affluents : le Ruisseau de Camet et l'affluent de celui-ci le Ruisseau de Rezo sur sa rive droite, le Ruisseau de Pivolet sur sa rive gauche.

### Voies de communication et transports
La D 766 traverse la commune, reliant Dinan (50 km) et Saint-Malo (81 km) au nord à Vannes (71 km au sud-ouest).
Mauron était autrefois située à un carrefour où se croisaient l'axe conduisant de Dinan (50 km au nord) et Saint-Malo (81 km au nord) à Vannes (Route nationale 166), et celui de Rennes à Lorient (ancien tracé de la Route nationale n°24). De nos jours, la route de Rennes à Quimper est la N24, aménagée en voie express jusqu'à Lorient puis la N165 Nantes-Brest, mais cette route ne passe plus par Mauron.
Transports scolaires : un service est assuré pour les élèves scolarisés à Mauron, Ploërmel et Coëtquidan.
La ligne ferroviaire de La Brohinière à Ploërmel (à voie unique, mais à écartement standard), mise en service en 1884, a fermé pour le trafic voyageurs en 1971 et pour les marchandises en 1998. Mauron est devenu la gare extrême de la section conservée mais désaffectée.
L'ancien tronçon ferroviaire entre Questembert et Mauron a été aménagé en voie verte.

### Hydrographie
Pour un article plus général, voir Réseau hydrographique du Morbihan.
La commune est située dans le bassin Loire-Bretagne. Elle est drainée par l'Yvel, le Doueff, le Camet, le Rézo, le ruisseau de Brambily, le ruisseau de Pivolet, le Barenton, le Mare Forêt, le ruisseau de Quetel, le Vaurois, le Vauvouan et divers autres petits cours d'eau,.
L'Yvel, d'une longueur de 58 km, prend sa source dans la commune de Saint-Vran et se jette  dans le Ninian à Taupont, après avoir traversé douze communes. 
Le Doueff, d'une longueur de 17 km, prend sa source dans la commune  et se jette  dans l'Yvel sur la commune. 

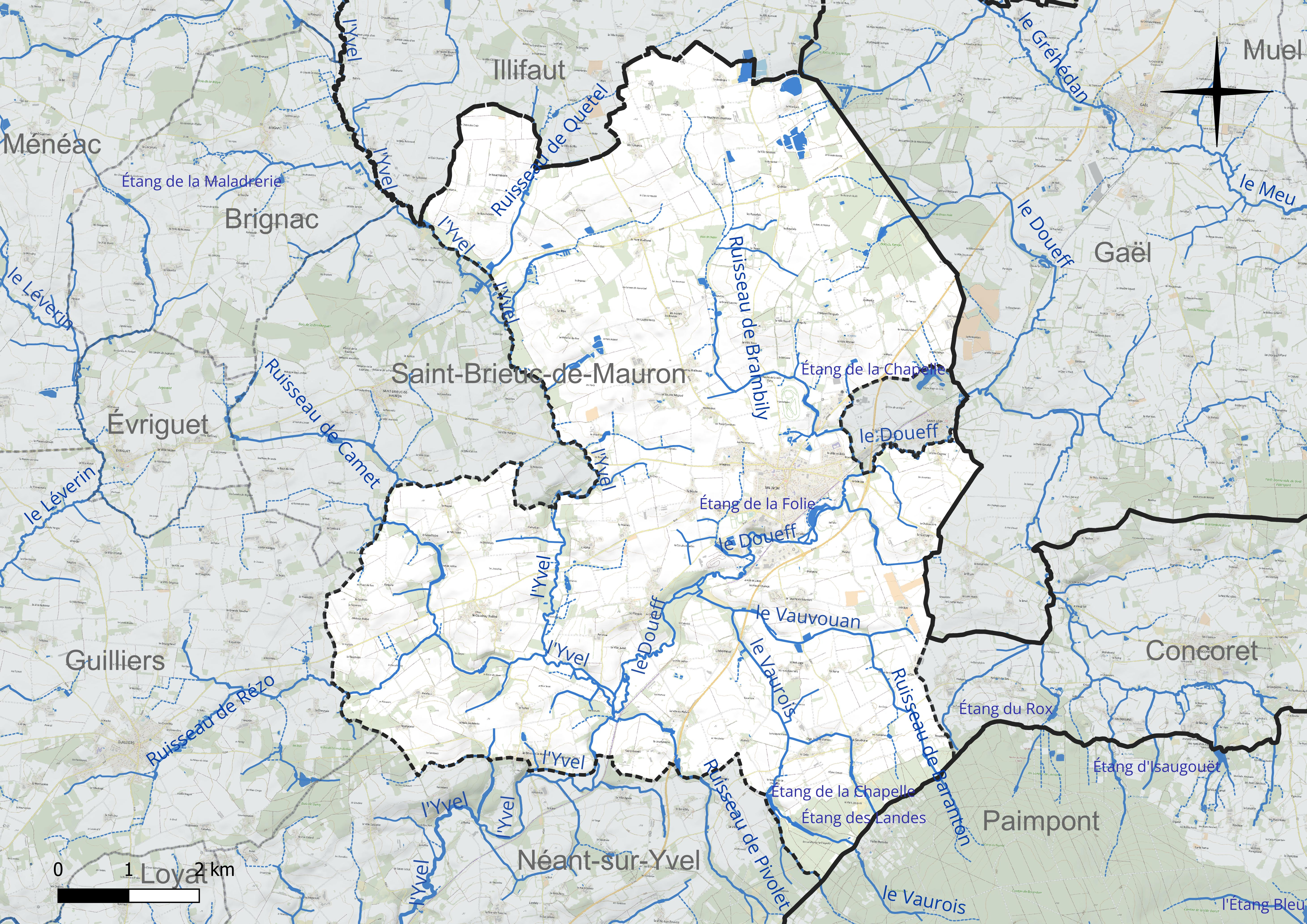
Réseau hydrographique de Mauron.

Trois plans d'eau complètent le réseau hydrographique : l'étang de la Chapelle (1,38 ha), l'étang de la Folie (3,47 ha) et l'étang des Landes (1,23 ha),.

### Climat
Le climat qui caractérise la commune est qualifié, en 2010, de « climat océanique altéré », selon la typologie des climats de la France qui compte alors huit grands types de climats en métropole. En 2020, la commune ressort du même type de climat dans la classification établie par Météo-France, qui ne compte désormais, en première approche, que cinq grands types de climats en métropole. Il s’agit d’une zone de transition entre le climat océanique, le climat de montagne et le climat semi-continental. Les écarts de température entre hiver et été augmentent avec l'éloignement de la mer. La pluviométrie est plus faible qu'en bord de mer, sauf aux abords des reliefs.
Les paramètres climatiques qui ont permis d’établir la typologie de 2010 comportent six variables pour les températures et huit pour les précipitations, dont les valeurs correspondent à la normale 1971-2000. Les sept principales variables caractérisant la commune sont présentées dans l'encadré ci-après.
| Paramètres climatiques communaux sur la période 1971-2000 - Moyenne annuelle de température : 11,4 °C - Nombre de jours avec une température inférieure à −5 °C : 1,8 j - Nombre de jours avec une température supérieure à 30 °C : 2,8 j - Amplitude thermique annuelle : 12,5 °C - Cumuls annuels de précipitation : 770 mm - Nombre de jours de précipitation en janvier : 12,6 j - Nombre de jours de précipitation en juillet : 6,3 j |

Avec le changement climatique, ces variables ont évolué. Une étude réalisée en 2014 par la Direction générale de l'Énergie et du Climat complétée par des études régionales prévoit en effet que la  température moyenne devrait croître et la pluviométrie moyenne baisser, avec toutefois de fortes variations régionales. La station météorologique de Météo-France installée sur la commune et en service de 1969 à 2019 permet de connaître l'évolution des indicateurs météorologiques. Le tableau détaillé pour la période 1981-2010 est présenté ci-après.
| Mois                                  | jan.           | fév.             | mars          | avril         | mai             | juin            | jui.           | août           | sep.            | oct.            | nov.          | déc.           | année     |
| ------------------------------------- | -------------- | ---------------- | ------------- | ------------- | --------------- | --------------- | -------------- | -------------- | --------------- | --------------- | ------------- | -------------- | --------- |
| Température minimale moyenne (°C)     | 2,5            | 2,1              | 3,7           | 4,8           | 8,2             | 10,7            | 12,7           | 12,5           | 10,3            | 8,3             | 4,9           | 2,9            | 7         |
| Température moyenne (°C)              | 5,5            | 5,7              | 8             | 9,8           | 13,3            | 16,3            | 18,3           | 18,3           | 15,8            | 12,5            | 8,4           | 5,9            | 11,5      |
| Température maximale moyenne (°C)     | 8,5            | 9,3              | 12,4          | 14,8          | 18,4            | 21,8            | 24             | 24             | 21,3            | 16,6            | 12            | 8,9            | 16        |
| Record de froid (°C) date du record   | −15 17.01.1985 | −13,7 25.02.1986 | −8 01.03.05   | −3,6 11.04.03 | −2,9 07.05.1979 | 1 04.06.1975    | 4,5 16.07.1970 | 2,8 31.08.1986 | −0,2 12.09.1972 | −4,8 30.10.1997 | −9,1 29.11.10 | −10,4 29.12.05 | −15 1985  |
| Record de chaleur (°C) date du record | 19,8 27.01.03  | 21,8 27.02.19    | 22,5 25.03.12 | 27,5 15.04.15 | 31 12.05.1969   | 36,5 25.06.1976 | 38,7 23.07.19  | 39,5 05.08.03  | 33 04.09.13     | 29,9 02.10.11   | 21,4 01.11.15 | 16,6 19.12.15  | 39,5 2003 |
| Précipitations (mm)                   | 81,6           | 59,3             | 56,8          | 56,6          | 68,3            | 49,8            | 46,8           | 36,7           | 61,6            | 81,4            | 78,2          | 84,3           | 761,4     |

### Paysages et habitat
Mauron présente un paysage agraire traditionnel de bocage avec un habitat dispersé en de nombreux écarts formés de hameaux et fermes isolées. Le bourg est en position relativement centrale, un peu décalé vers l'Est toutefois, au sein du territoire communal.
Une partie périphérique de la forêt de Paimpont, dénommée "Les Landes de la Chapelle", se trouve dans le sud-est de la commune, qui contient par ailleurs plusieurs bois (le principal étant aux alentours du château du Plessis, mais aussi le Bois du Ferron, la Haie de Gaël, etc..) et des zones de landes assez étendues.
Le bourg de Mauron a beaucoup grossi depuis la Seconde Guerre mondiale avec une création de nombreux lotissements entraînant une forte périurbanisation. Le parc d'activités économiques de Brocéliande a été créé au sud du bourg, en bordure de la D 766. Par contre le reste de la commune a conservé son caractère rural.

## Urbanisme

### Typologie
Au 1er janvier 2024, Mauron est catégorisée bourg rural, selon la nouvelle grille communale de densité à sept niveaux définie par l'Insee en 2022.
Elle est située hors unité urbaine et hors attraction des villes,.

### Occupation des sols
Le tableau ci-dessous présente l' occupation des sols de la commune en 2018, telle qu'elle ressort de la base de données européenne d’occupation biophysique des sols Corine Land Cover (CLC).
| Type d’occupation                                                                   | Pourcentage | Superficie (en hectares) |
| ----------------------------------------------------------------------------------- | ----------- | ------------------------ |
| Tissu urbain discontinu                                                             | 2,9 %       | 196                      |
| Zones industrielles ou commerciales et installations publiques                      | 1,3 %       | 84                       |
| Extraction de matériaux                                                             | 0,7 %       | 46                       |
| Équipements sportifs et de loisirs                                                  | 0,4 %       | 26                       |
| Terres arables hors périmètres d'irrigation                                         | 63,1 %      | 4231                     |
| Prairies et autres surfaces toujours en herbe                                       | 6,1 %       | 408                      |
| Systèmes culturaux et parcellaires complexes                                        | 13,3 %      | 890                      |
| Surfaces essentiellement agricoles interrompues par des espaces naturels importants | 3,8 %       | 253                      |
| Forêts de feuillus                                                                  | 1,6 %       | 109                      |
| Forêts de conifères                                                                 | 5,1 %       | 339                      |
| Forêts mélangées                                                                    | 1,8 %       | 122                      |
| Source : Corine Land Cover                                                          |             |                          |

## Toponymie
Le nom du territoire est attesté sous les formes Mauron en 1152, puis Morron villam fortem en 1371 rappelant que le site était fortifié.
Le nom de la commune semble être d'origine romane et dérivé de Maurus,.
Le nom de la localité en gallo, la langue d'oïl locale, est Maouron. La forme bretonne proposée par l'Office public de la langue bretonne est Maoron.
Une hypothèse qui semble douteuse attribue l'origine du nom Mauron à une compagnie maure de Jules César qui aurait fondé la localité.
Une autre hypothèse attribue le nom à saint Mauron, un jeune pâtre du VIIe siècle, honoré en Ille-et-Vilaine, notamment à Livré-sur-Changeon.

## Histoire

### Préhistoire

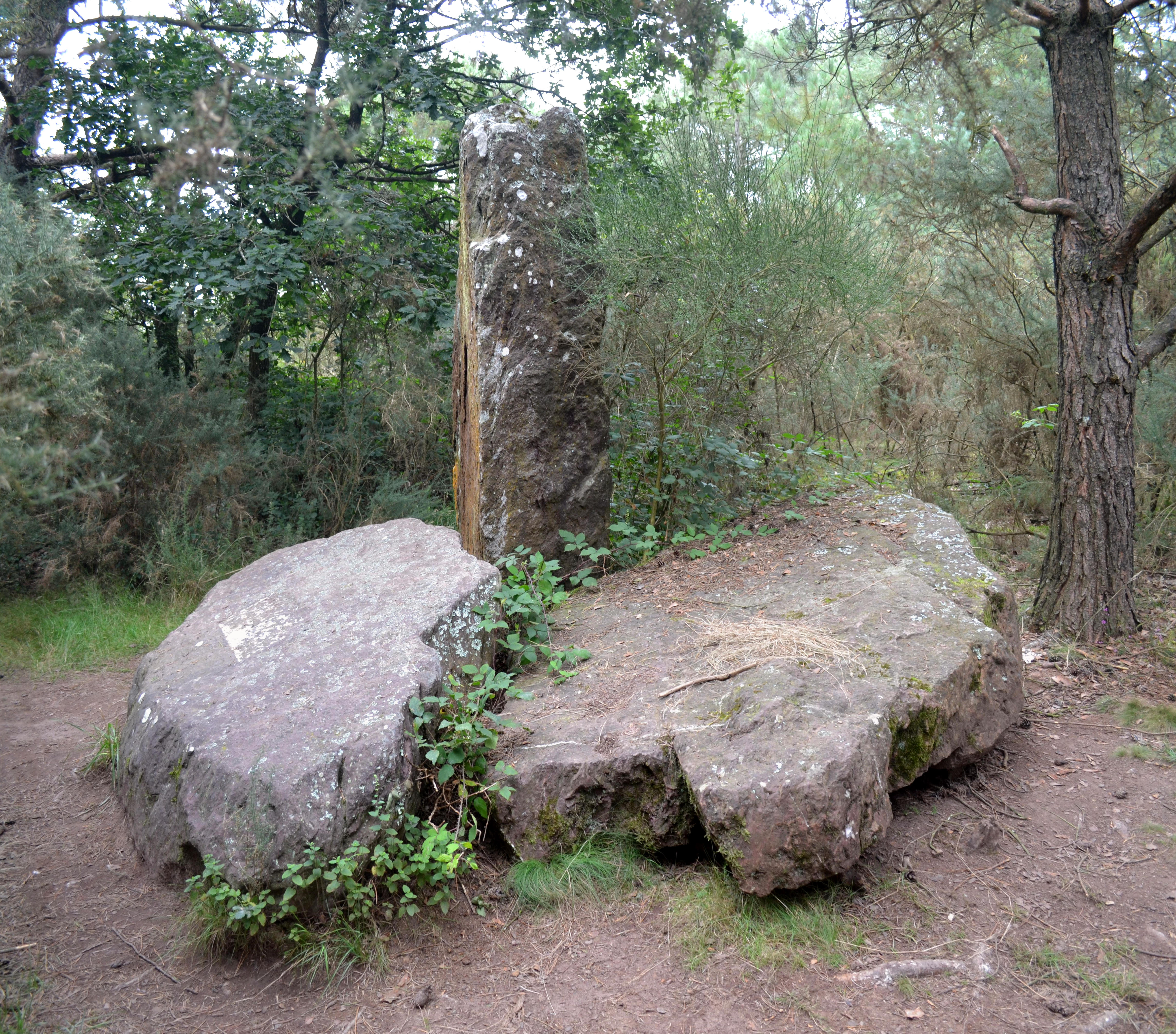
Le dolmen des Pierres Gouffier, correspondant probablement aux sites ultérieurement désignés sous le nom de dolmen de la Saudraie et les Roches des Champs Morgan.

Un dolmen ruiné, nommé les Pierres Gouffier, est situé près de la Saudraie. Il a été déplacé à Mauron en 1974 (afin d'être utilisées pour ériger un monument commémoratif de la Bataille de Mauron) avant d'être remis en place dans la lande en 1997.

### Antiquité
L'archéologie aérienne dévoile une multitude de fermes gauloises qui attestent la richesse agricole du territoire, traversé par la voie romaine Rennes-Quimper.

### Moyen Âge
Saint Judicaël y bâtit un monastère au lieu-dit Saint-Léry.
La première citation historique de Mauron date de 1152.

#### Bataille de Mauron (1352)
Le 14 août 1352, pendant la Guerre de succession de Bretagne, six cents Franco-Bretons, dont Jean IV de Beaumanoir, Tanguy Ier du Chastel, Raoul IX de Montfort-Gaël (seigneur suzerain de Mauron), accompagné de son fils et de ses beaux-frères, Jean Ier du Plessis, son capitaine pour Mauron, et Renaud II de Montauban, fils du seigneur du Bois-de-La Roche (en Néant-sur-Yvel), (soutenant le roi de France Jean II le Bon, protecteur de Charles de Blois), sous la conduite du maréchal d'Offemont, Guy II de Nesle ; ils s'opposent à la troupe anglo-bretonne (soutenant le parti de Jean de Montfort) commandée par Gaultier de Genteley (ou Venteley ou Benteley), secondé par Tanguy du Chastel, Garnier de Cadoudal et Yves de Trésiguidy, qui occupaient le château de Mauron (lequel a, depuis, totalement disparu). L'endroit où se livre la bataille de Mauron semble être près du village du Bois-de-la-Roche. Le parti du roi perd la bataille le 14 août 1352, laissant sur le terrain du combat de nombreux morts dont le maréchal d'Offemont, le comte de la Marche, les seigneurs de Briquebec et de Beauvais, Alain VII (11e vicomte de Rohan), Jean de Tinténiac et un nombre considérable de chevaliers (près de 140).
Les pierres des Champs-Morgan sont un ancien monument mégalithique utilisé pour l'érection d'un monument commémorant la bataille de Mauron. Ce monument mégalithique qui avait servi à l'ancien monument de la commémoration de la bataille de Mauron ont été remplacés en 1997 par une sculpture de Dominique Le Tarnec.

#### Les seigneuries

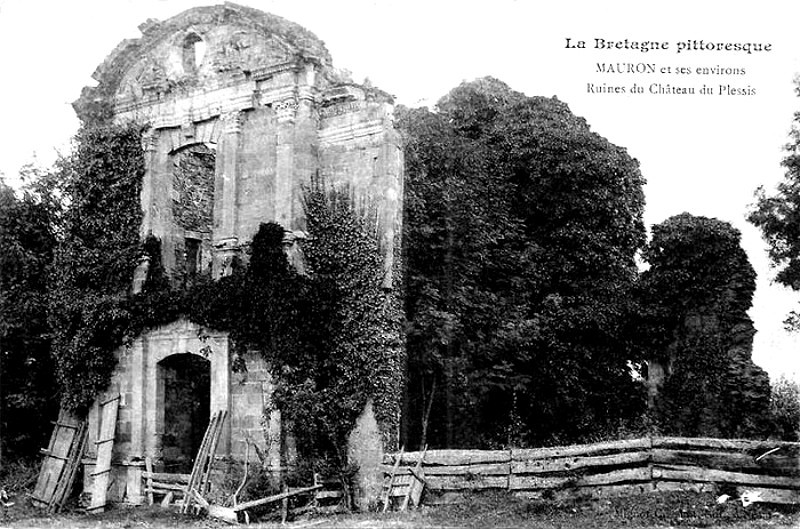
Les ruines du château du Plessix au début du XXe siècle (carte postale). Ce château avait été construit au XVIIIe siècle en remplacement d'un château antérieur et il a été détruit au XXe siècle.

La seigneurie du Plessix-Mauron est connue depuis au moins 1190, année où Guillaume Ier du Plessix, chevalier banneret, fut l'un des quarante barons et chevaliers bretons portant bannière qui combattirent en 1214 à la bataille de Bouvines pour le compte du roi Philippe-Auguste. Son petit-fils Geoffroi du Plessix participa à la Première Croisade de saint Louis en 1249. Cette seigneurie resta dans la famille du Plessis de Grenédan jusqu'en 1572, année où Jeanne du Plessix-Mauron, devenue héritière, la porta en raison de son mariage avec Jean de Bréhan, dans la famille de Bréhan.
Leur fils, Louis de Bréhan, né le 15 avril 1572, capitaine de 290 hommes d'armes, fut blessé à la bataille de Craon en 1592, puis soutint duc de Mercœur pendant les Guerres de religion.
La seigneurie du Bois de la Roche (en Néant) étendait sa juridiction sur les paroisses de Néant, Campénéac, Guilliers, Mauron, Saint-Brieuc-de-Mauron et Tréhorenteuc, dont les châtelains du Bois de la Roche étaient fondateurs et prééminenciers. Elle avait droit de haute justice, avec auditoire, prisons, cep et collier, fourches patibulaires à 4 piliers, four à ban et halles, de quintaine ou de soule, qui se couraient chaque année dans la grande cour du château et aux bourgs de Néant, de Saint-Brieuc-de-Mauron et de Tréhorenteuc.
L'abbaye de Paimpont eut aussi des droits seigneuriaux importants à Mauron.

### Temps modernes

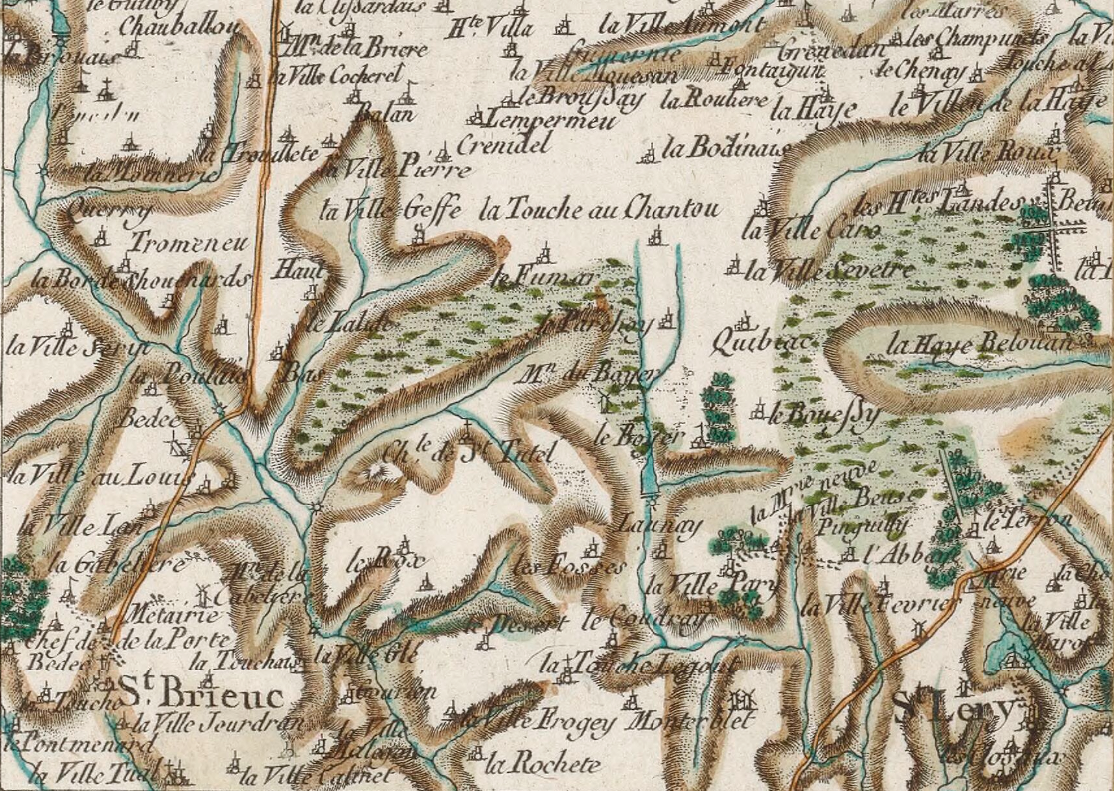
Carte de Cassini de la paroisse de Mauron, (partie nord, 1803).

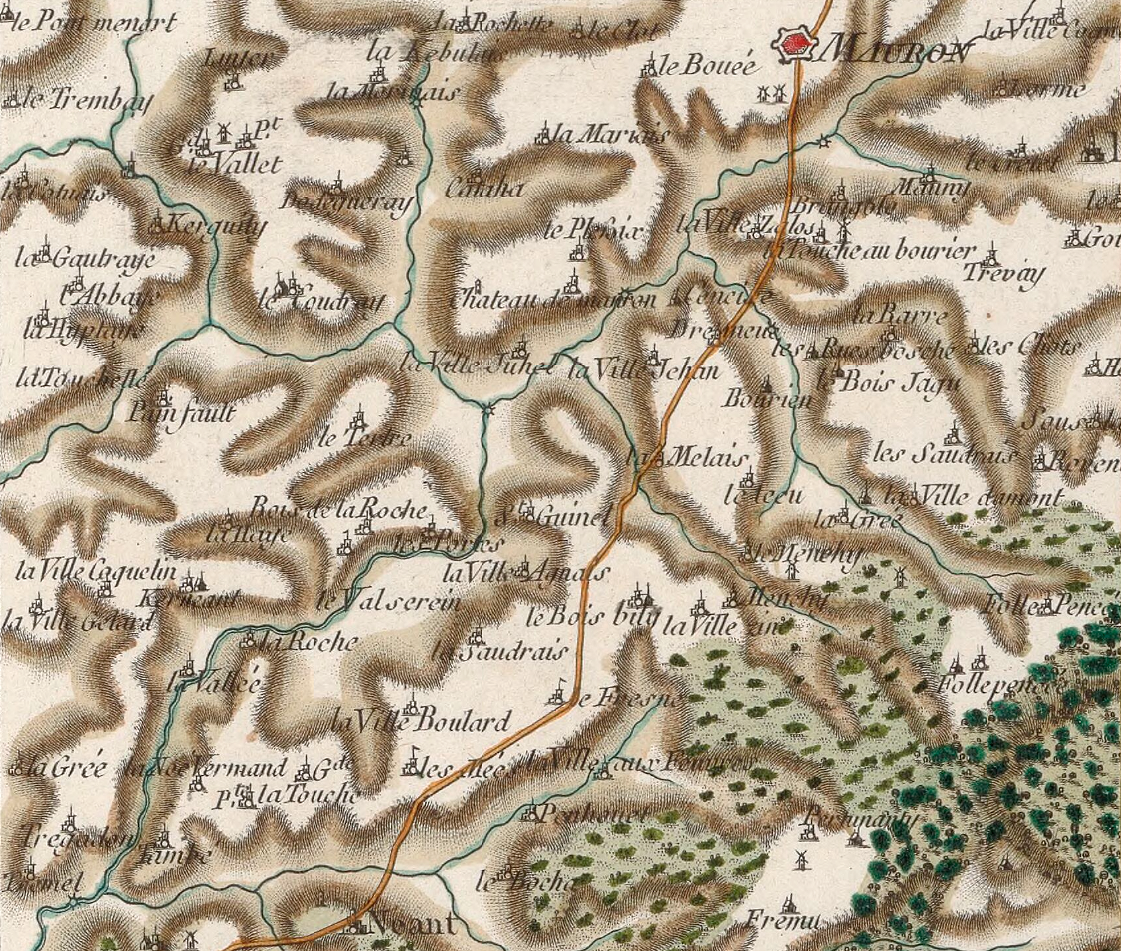
Carte de Cassini de la paroisse de Mauron, (partie sud, 1785).

Jean de Bréhan (1605-1681), fils de Louis de Bréhan, châtelain du Plessis [Plessix], fut conseiller au Parlement de Bretagne et obtint en 1655 l'érection de la terre de Mauron en baronnie.
Son fils Maurille de Bréhant (1631-1682), seigneur de Mauron et conseiller au Parlement de Bretagne, époux de Louise de Quelen, obtint l'érection de la baronnie en vicomté. Leur petit-fils Louis-Robert-Hippolyte de Bréhan, né en 1699 à Rennes, ambassadeur de France en 1729, fut tué  le 27 mai 1734 par l'armée russe à Dantzig lors de la Guerre de Succession de Pologne.
Jeanne Marguerite de Bréhant de Mauron, fille de Maurille de Bréhant et Louise de Quelen, épousa en 1684 Charles de Sévigné, devenant ainsi la bru de Madame de Sévigné.
En 1778 le château de Mauron appartenait à Dandigné de la Chasse, seigneur de l'endroit.
Au XVIIIe siècle, une foire avait lieu le 28 octobre, jour de la saint Simon.
Jean-Baptiste Ogée décrit ainsi Mauron en 1778 :

« Mauron ; gros bourg, sur la route de Ploërmel à Saint-Méen pour Dinan ; à 14 lieues un quart au Sud-Sud-Ouest de Saint-Malo, son évêché ; à 9 lieues de Rennes ; et à 4 lieues de Ploërmel, sa subdélégation et son ressort. Il s'y exerce une haute justice, et il s'y tient un marché le lundi, et deux foires par an. M. Dandigné de la Chasse est seigneur de la paroisse dont la cure est à l'Ordinaire. Le nombre des habitants est de 3 900. Le territoire, qui est plat et couvert [de bocage], renferme des terres en labeur [labour] , des prairies arrosées des eaux de la Rivière au Duc, et des landes ; on y fait du cidre. »

### Révolution française
Le Moine, recteur de Mauron, ainsi que Gérard et Bernard, tous deux curés de Mauron, font partie des signataires d'un texte publié le 12 janvier 1791 par le journal L'Ami du roi annonçant l'opposition des signataires à la Constitution civile du clergé.
La commune de Mauron devient en 1793 chef-lieu du canton de Mauron et est rattachée au district de Ploërmel, puis en 1801 à l'arrondissement de Ploërmel.

### LeXIXesiècle
A. Marteville et P. Varin, continuateurs d'Ogée, décrivent ainsi Mauron en 1853 :

« Mauron (sous l'invocation de saint Pierre) : commune formée de l'ancienne paroisse de ce nom ; aujourd'hui cure de 2e classe ; bureau d'enregistrement; brigade de gendarmerie à cheval. (..) Principaux villages : la Bodinais, le Fumar, la Touche-ès-Chantouse, Guihiac, le Ros, les Fossés, l'Abbaye, la Ville-Février, le Validé, le Terron, la Touche-Legout, Monterblot, le Désert, le Grand Valet, Kerguily, le Boyer, la Haye Bellouan, le Coudray, Penfaut, Lediemec, les Portes, le Plessix, la Ville-Jehan, la Ville-ès Melais, la Saudraie, Lagrée, Ménéhy, Cataha, Lefeu, le Bois-de-la-Roche, le Tertre, la Touchette. Superficie totale 6 684 hectares 65 ares, dont (..) terres labourables 3 348 ha, prés 680 ha, bois 152 ha, vergers et jardins 96 ha, landes et incultes 2 083 ha, étangs 14 ha, châtaigneraies 3 ha (..). Maisons principales : le Boyer, la Ville-Dacy, Ferron. Moulins de la Chapelle, de la Nation, de Penfant, de Grelos, du Plessix, du Bouvier, du Boger, Servand, du Cardinal, à vent ; de Launay, du Ros, du Cellier, Carhaillan, Plégué, des Vaux, des Nouettes, de la Chapelle, à eau. Il y a foire le premier vendredi de janvier ; au Bois-de-la-Roche les quatrièmes jeudis de février, mars et novembre ; à Mauron les premiers vendredis d'avril, de juillet, d'octobre et le quatrième jeudi d'août. Marché le vendredi. La route royale n° 166, dite de Vannes à Dinan, passe sur cette commune de l'ouest à l'est. Géologie : schiste talqueux ; ardoisières exploitées. On parle le français [en fait le gallo]. »

En 1854 la commune de Mauron, ainsi que de nombreuses communes des alentours, est ravagée par une épidémie de dysenterie.

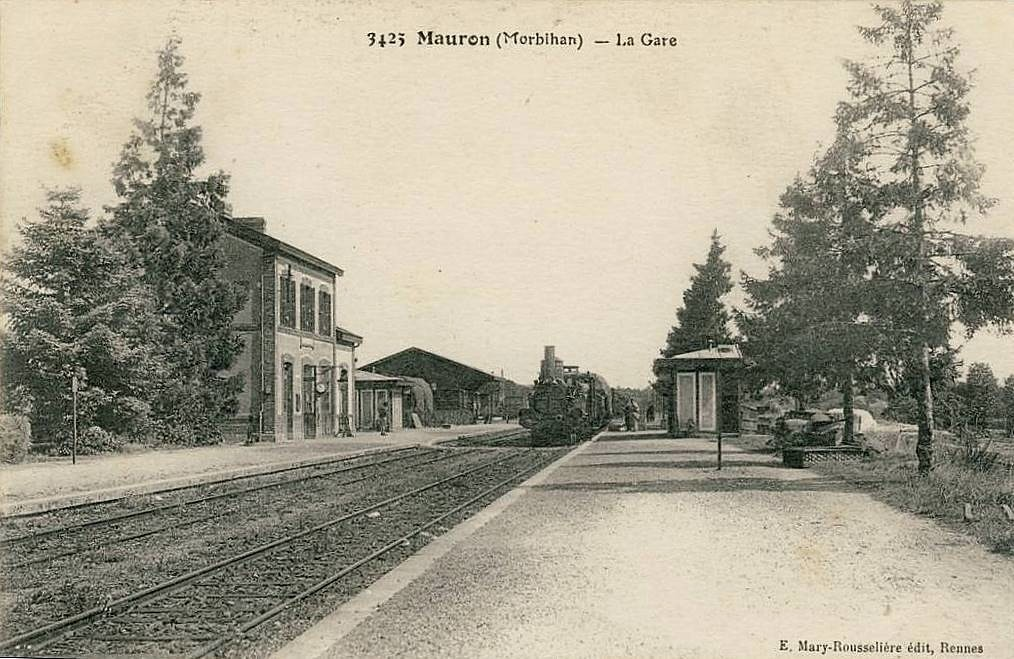
La gare de Mauron au début du XXe siècle.

Le monument aux morts du canton de Mauron porte les noms de 26 soldats morts pour la France pendant la Guerre de 1870.
En 1883 une épidémie de variole frappe environ 500 personnes et fait 60 morts. Mauron est aussi touché en mai et juin 1900 par une épidémie de fièvre typhoïde.
Le 6 avril 1884 la ligne ferroviaire (Ligne de Ploërmel à La Brohinière, gérée par la Compagnie des chemins de fer de l'Ouest) est mise en service. Cette ligne ferroviaire, à écartement standard et à voie unique, longue de 41 km, comprenait entre Ploërmel et La Brohinière ; 5 gares étaient situées à Loyat, Néant-Bois de la Roche, Mauron, Gaël et Saint-Méen ; la ligne fut gérée par la suite par le réseau Ouest-État, puis par la SNCF, ferma en 1972 pour le trafic voyageurs et totalement en 1998.

### LeXXesiècle

#### La Belle Époque
Il existait six coiffes différentes dans le canton de Mauron vers 1900 : la "Marie-Louise", la "Coiffure" (en tulle brodé, portée principalement par les jeunes filles), la "Coiffe double" ( en mousseline, portée par les femmes), la "Catiole", le "Bonnet" et la "Polka".

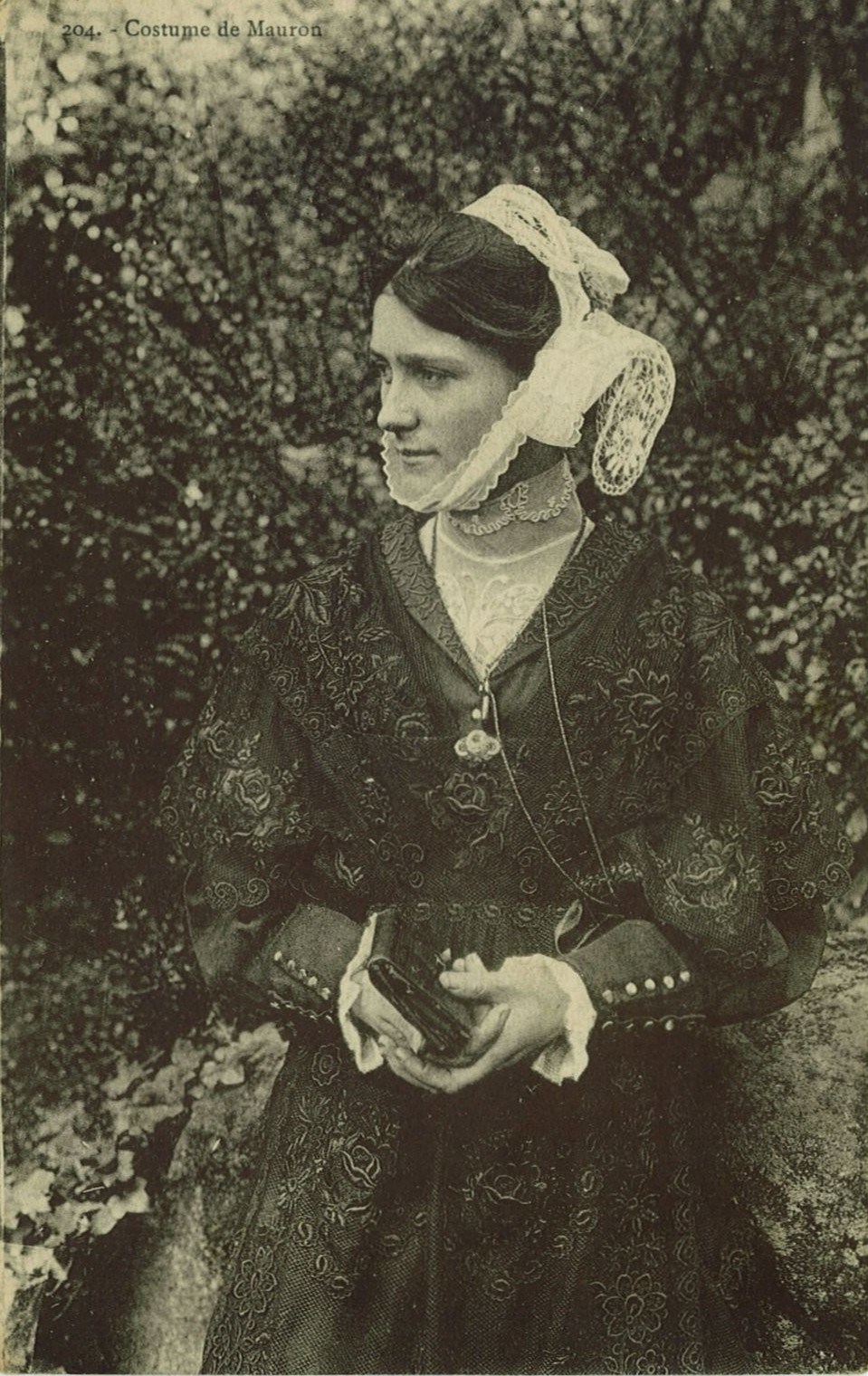
Costume traditionnel d'une femme de Mauron au début du XXe siècle (carte postale).
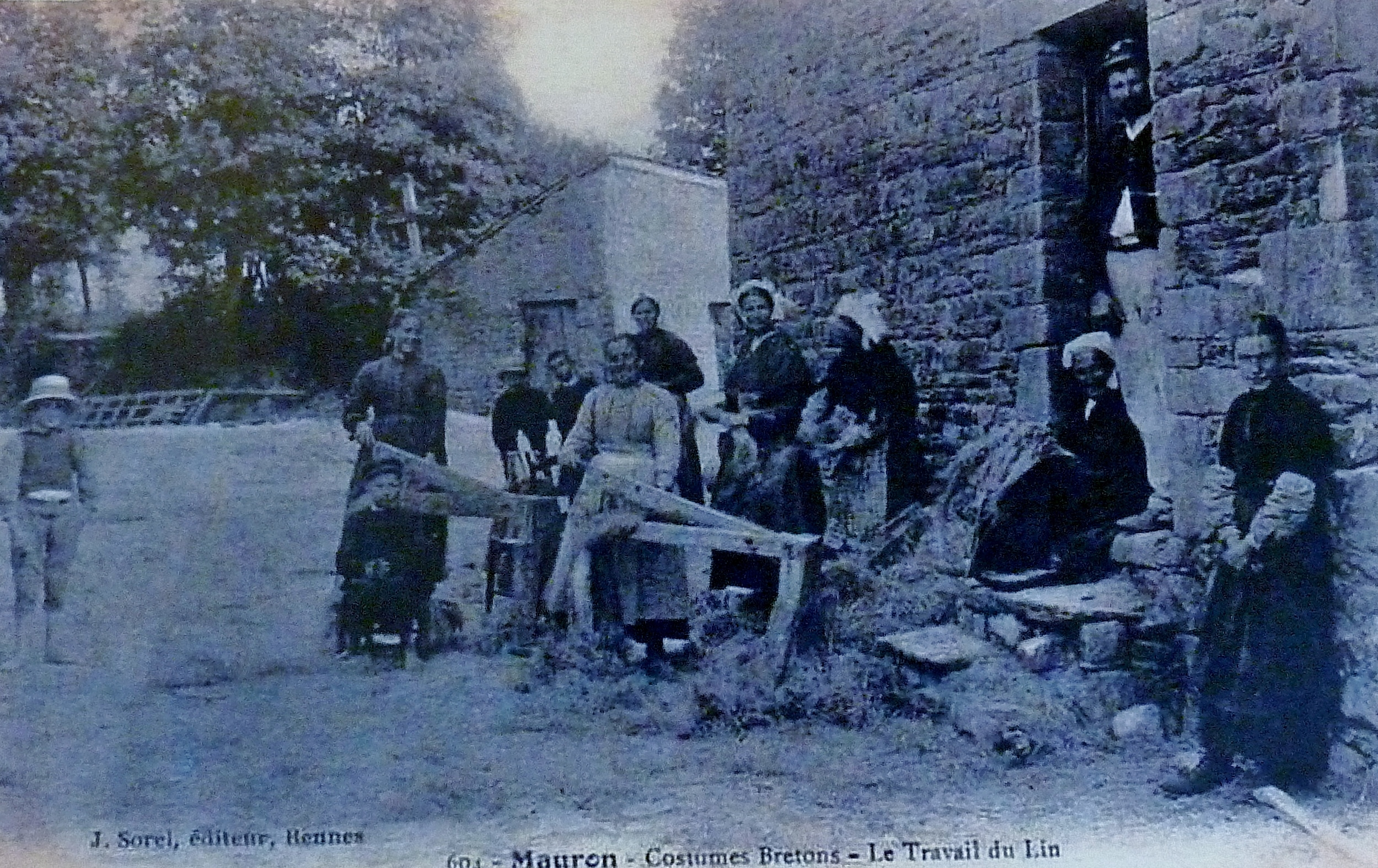
Le travail du lin à Mauron au début du XXe siècle.
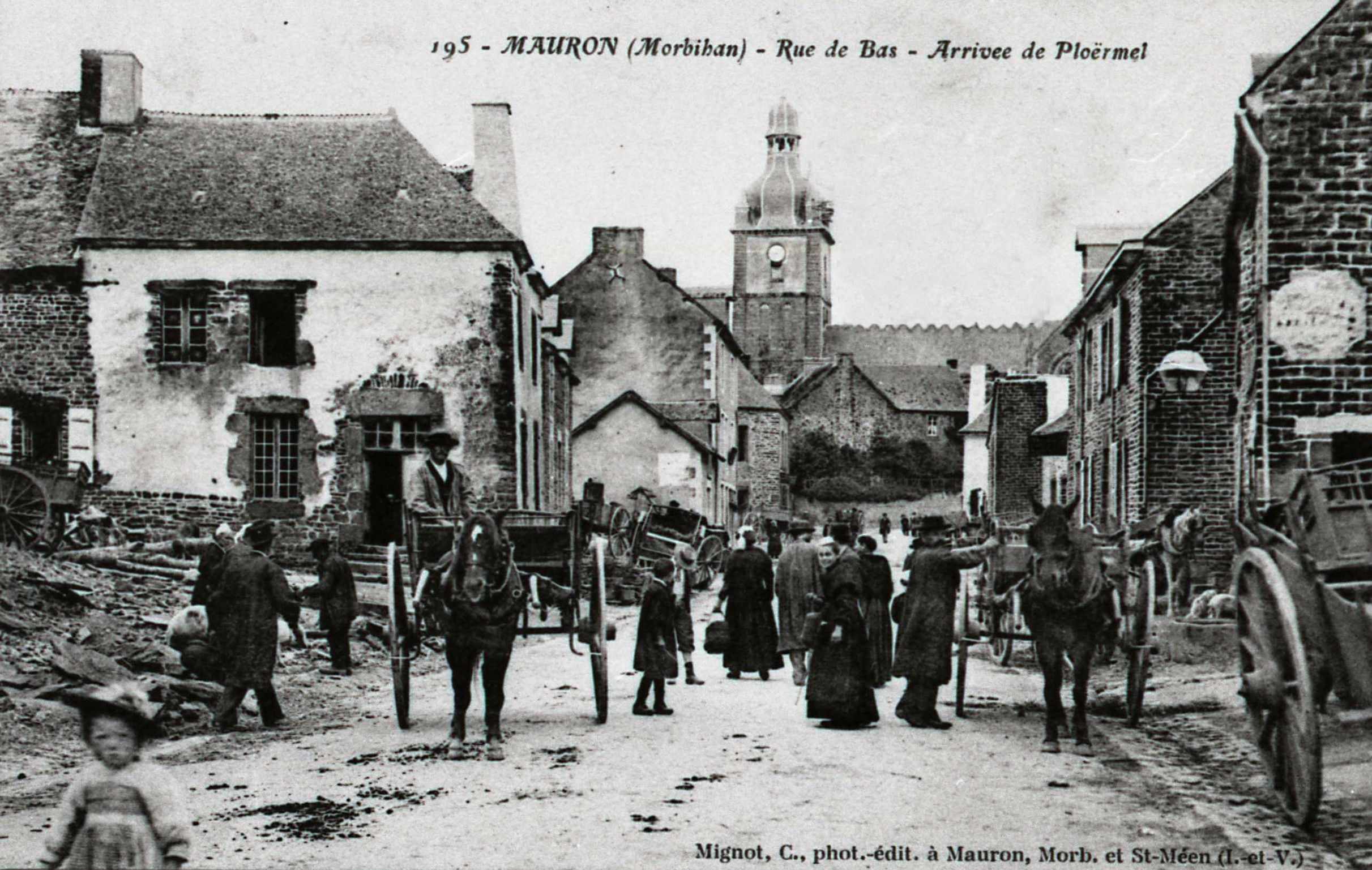
Paysans bretons dans une rue de Mauron au début du XXe siècle.
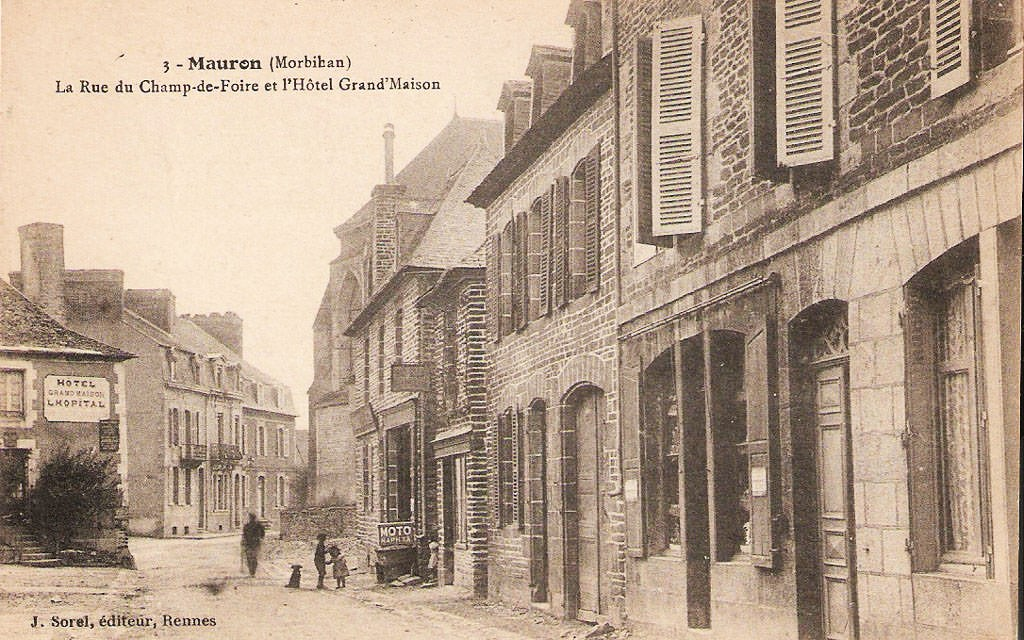
Mauron ː la Rue du Champ-de-Foire et l'Hôtel Grand Maison Lhopital au début du XXe siècle (carte postale).
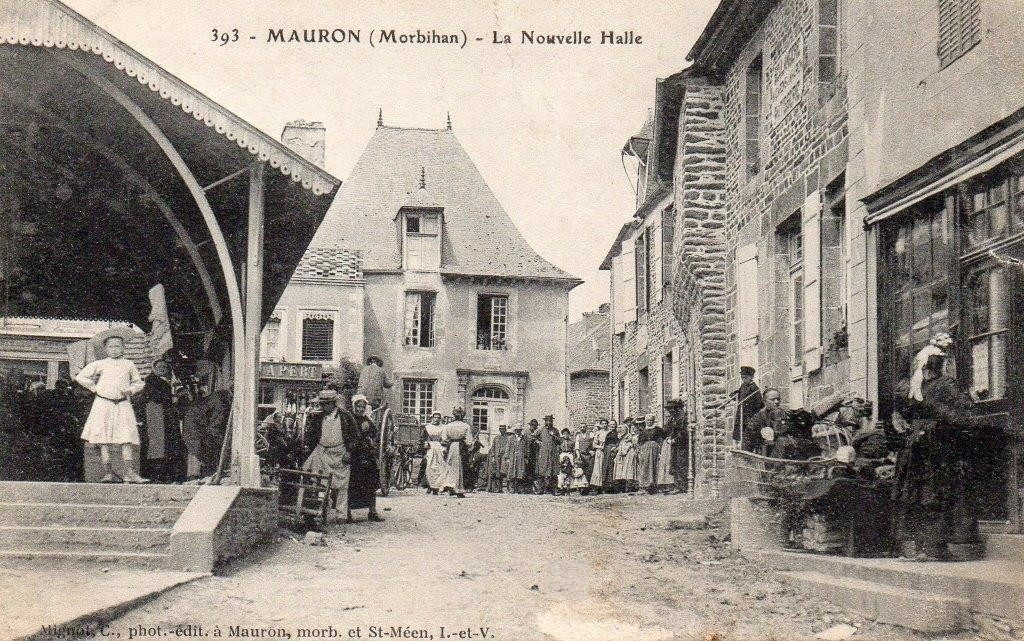
Mauron : la Nouvelle Halle vers 1905 (carte postale).
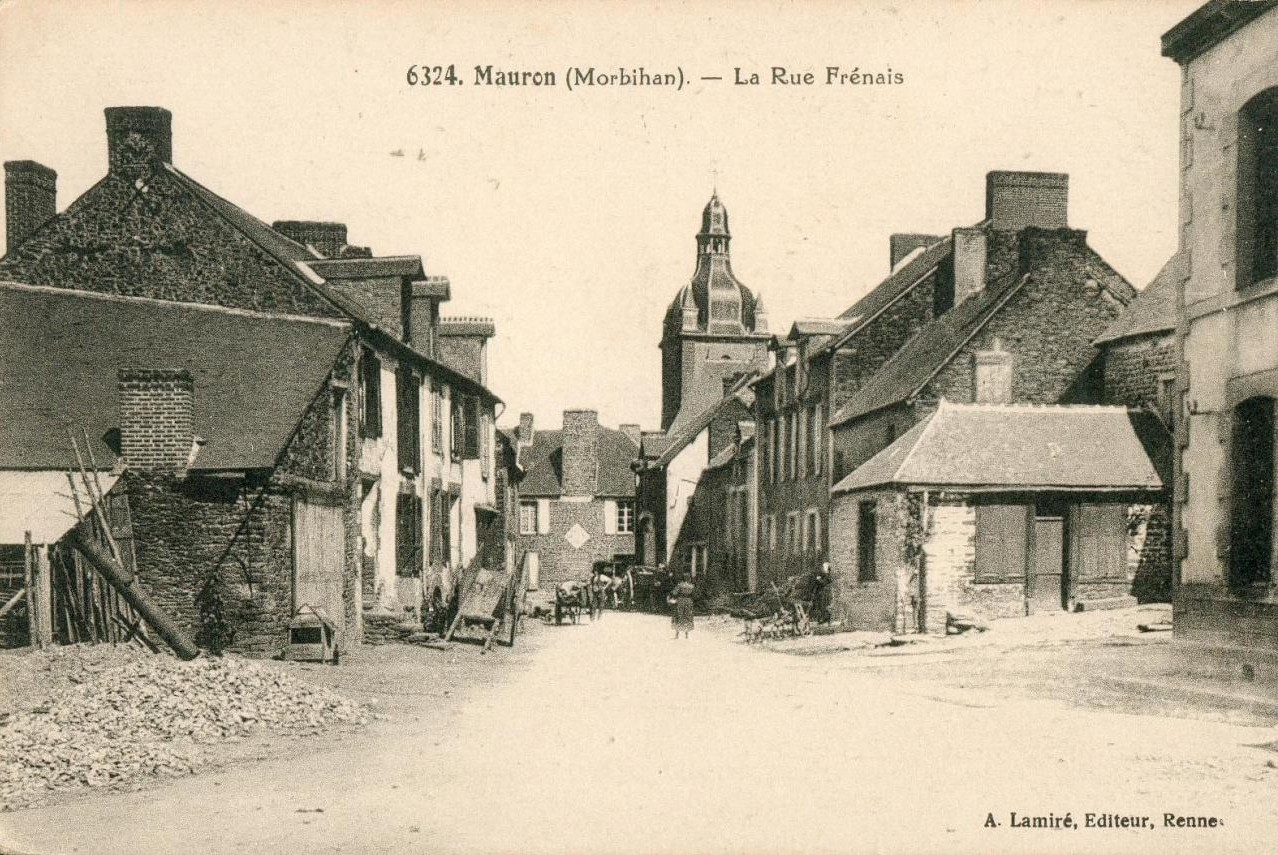
Mauron: la Rue Frénais vers 1910 (carte postale).
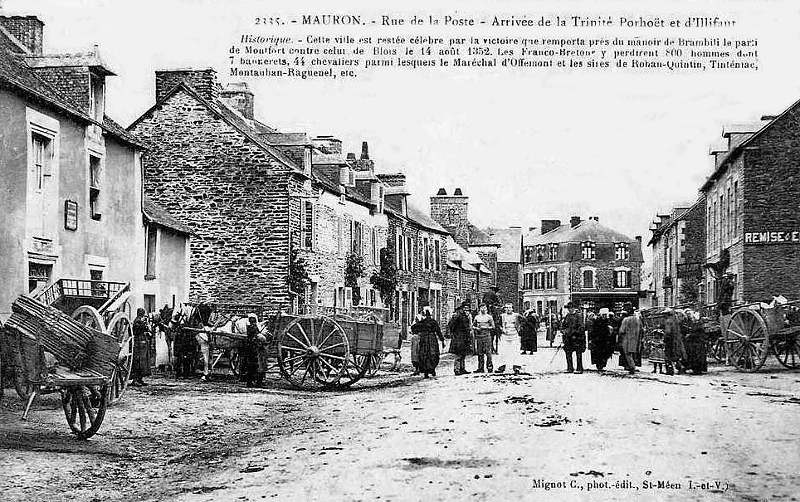
Mauron : la Rue de la Poste au début du XXe siècle (carte postale).
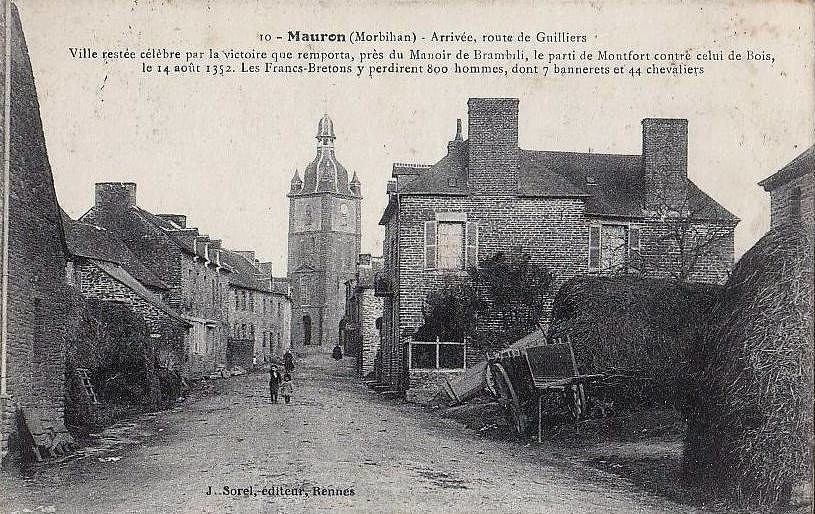
Mauron ː l'arrivée par la route de Guilliers au début du XXe siècle (carte postale).
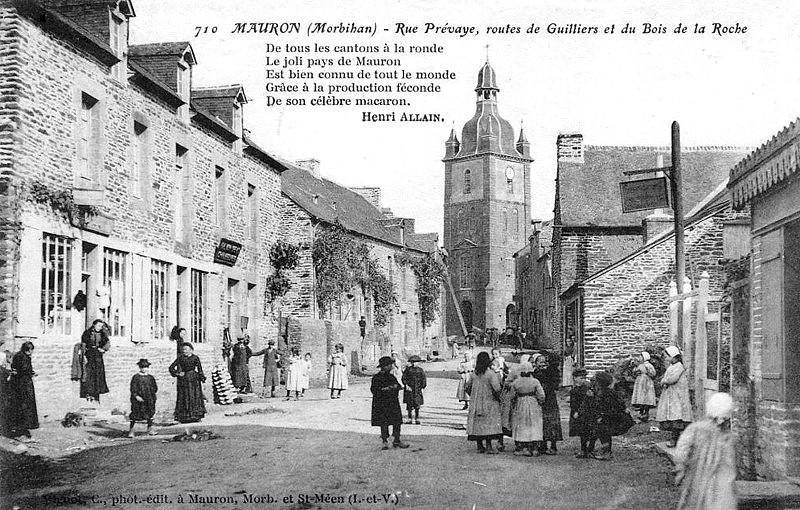
Mauron : la Rue Prévaye au début du XXe siècle (carte postale).
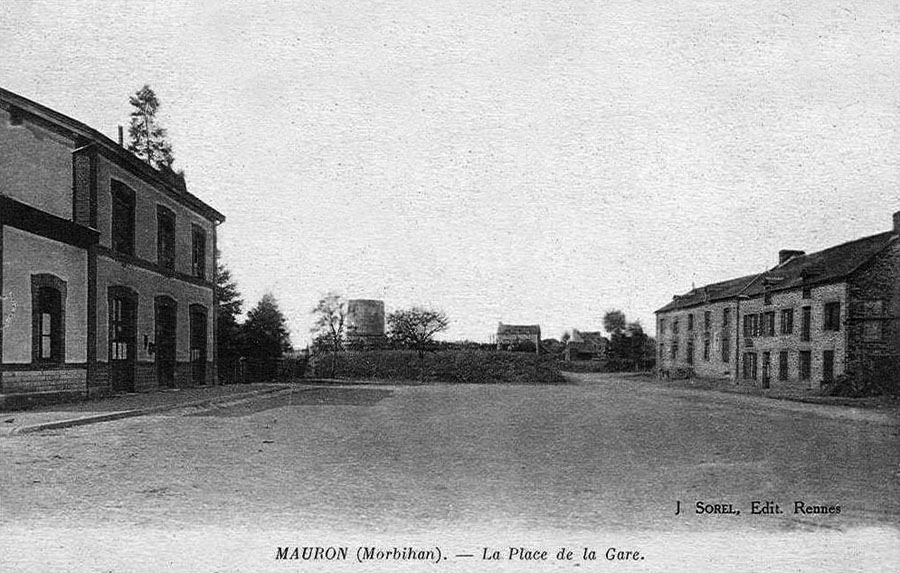
Mauron : la Place de la Gare au début du XXe siècle.

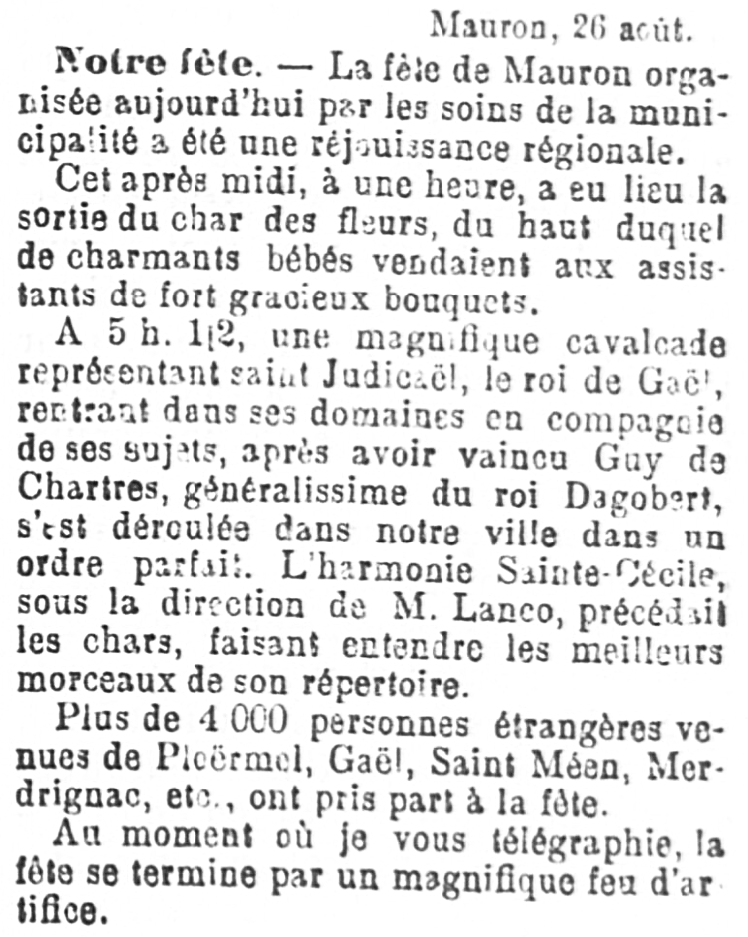
Mauron ː la fête du 26 août 1900 décrite par le journal L'Ouest-Éclair avant l'incendie survenu le soir-même.

Le soir du 26 août 1900, jour de fête locale avec retraite aux flambeaux, feu d'artifice et fanfare de l'Harmonie Saint-Armel (de Néant), un important incendie détruisit plusieurs maisons et fermes dans le bourg de Mauron.
Le 25 octobre 1900 Joseph Monin, industriel, est autorisé à construire un chemin de fer à voie étroite et à traction électrique « pour transporter les produits de la mine de Paimpont (du minerai de fer extrait au niveau de l'actuel "Étang bleu" en Paimpont) à la gare de Mauron ». Mais cette ligne n'eût qu'une existence éphémère, la mine de fer étant déjà fermée en 1907.
L'école privée des filles de Mauron, tenue par les Sœurs de Saint-Gildas-des-Bois, est fermée en juillet 1902 en vertu de la loi sur les congrégations.
En 1903 Mauron n'avait encore aucun éclairage public : « nous ferons remarquer à M. le Maire que deux ou trois lanternes dans le bourg ne feraient pas mal pour celui qui est étranger au pays et qui arrive le soir en ce moment-ci. Cela ne porterait pas beaucoup préjudice au budget, et les habitants de Mauron verraient à se conduire le soir ».
Les funérailles de Mgr Guillois, ancien évêque du Puy-en-Velay, sont célébrées le 27 octobre 1910 dans l'église de Mauron ; son corps est inhumé dans l'église.

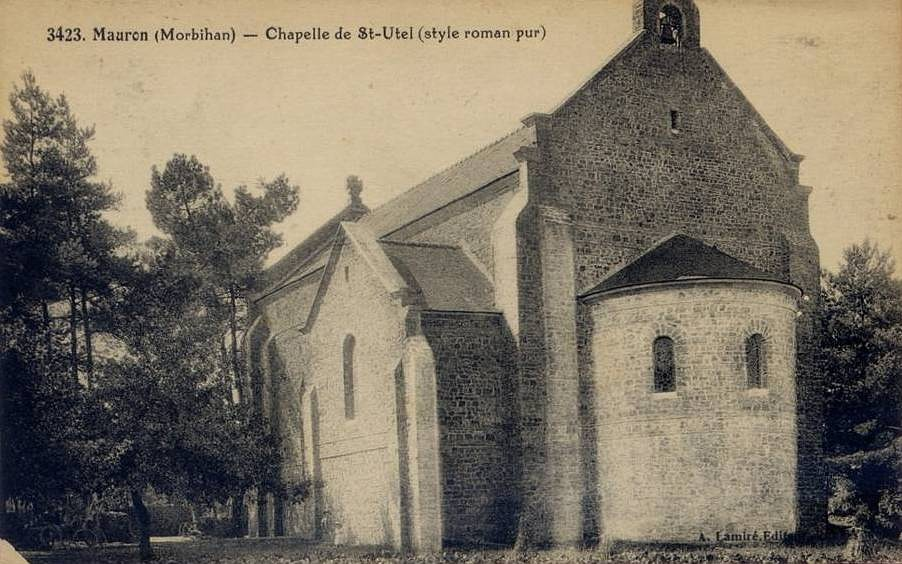
La nouvelle chapelle Saint-Utel peu après sa construction (carte postale).

L'ancienne chapelle de Saint-Utel, construite au XVIIIe siècle par Jean du Boyer, seigneur du Launay, est détruite vers 1910 et remplacée par une nouvelle chapelle, de style néoroman, dont la construction a été décidée en janvier 1910 et commence en novembre 1911 ; la nouvelle chapelle est inaugurée le 6 juillet 1913.
Le 15 juillet 1912 un meeting aérien rassembla plus de 10 000 personnes sur la lande de Mauron.

#### La Première Guerre mondiale
Le  monument aux morts du canton de Mauron porte les noms de 452 soldats morts pour la France pendant la Première Guerre mondiale. Le Livre d'or du ministère des pensions en comptabilise 180 originaires de la commune de Mauron dont 7 morts en Belgique (Ange Marion à Ham-sur-Sambre, Léon Eustache, Pierre Coudé, Pierre Porcher et Joseph Rolland à Maissin, tous les cinq dès le 22 août 1914 ainsi que Mathurin Dardaine et Jean Mignot en 1915) ; Eugène Jan a disparu le 30 juin 1915 lors de la bataille de Sedd-Ul-Bahr en Turquie ; Ange Pambouc, marsouin, a été tué à l'ennemi le 14 septembre 1918 en Grèce ; Ange Leray est mort de maladie le 18 octobre 1918 en Albanie ; Constant Foloreille le 24 mars 1916, Ernest Gendrot le 12 octobre 1917 et Eugène Lucas le 21 novembre 1918, soit 10 jours après l'armistice, sont morts tous les trois alors qu'ils étaient en captivité en Allemagne ; tous les autres sont morts sur le sol français (parmi eux Pierre Agaësse, Mathurin Corbin, Ange Delourme, Jean Gaidier, Pierre Guilloux, Jean Leglatin et Joseph Morice ont toius les sept été décorés à la fois de la Médaille militaire et de la Croix de guerre, Pierre Délugeard, Eugène Guillon et Joseph Salmon tous les trois de la Croix de guerre et Jean Agaësse de la Médaille militaire).

#### L'Entre-deux-guerres

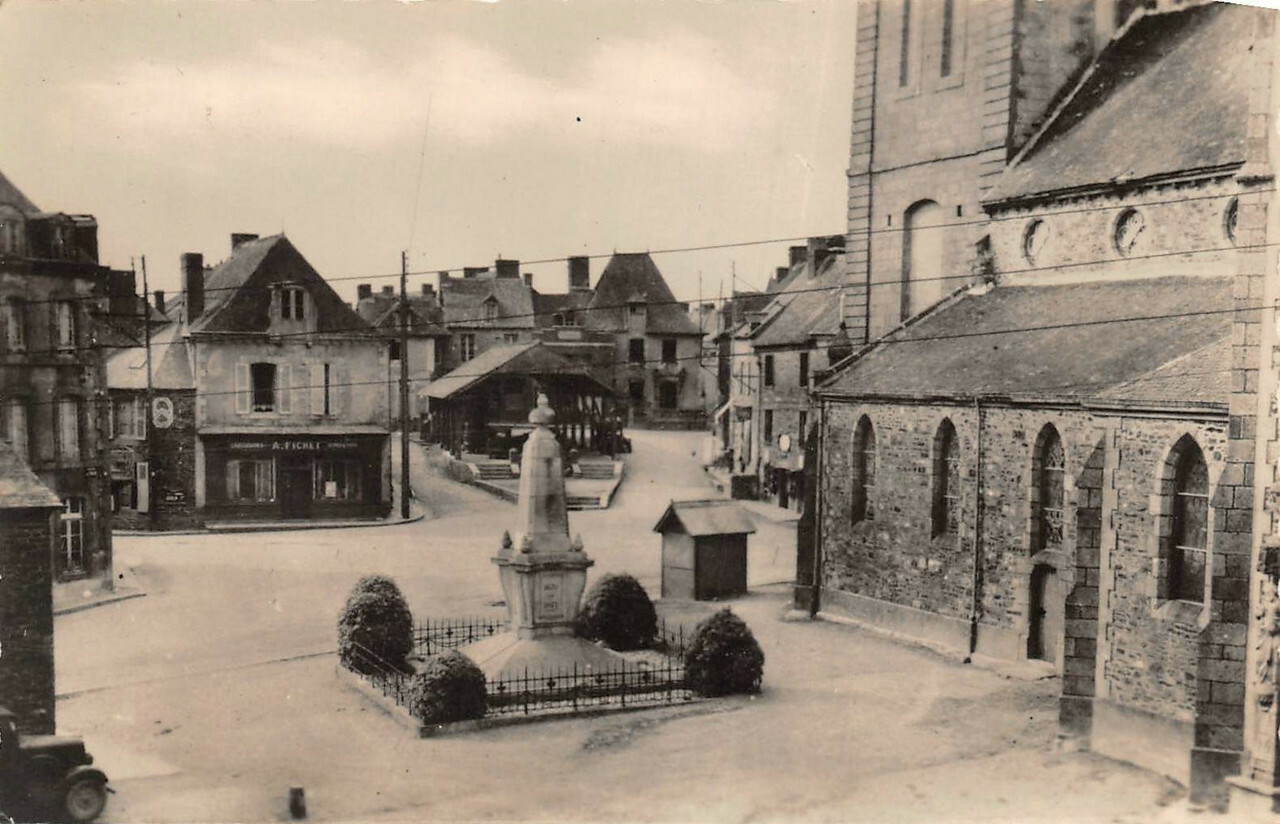
Mauron ː la Place de l'église et le monument aux morts vers 1920 (carte postale).

Le monument aux morts de Mauron est un monument cantonal qui porte les noms des morts de la Guerre de 1870, de la Première Guerre mondiale, de la Seconde Guerre mondiale, de la Guerre d'Indochine et de la Guerre d'Algérie ; il est érigé près de l'église de Mauron et a la forme d'un pilier commémoratif surmonté d'un pot à feu à son sommet et est orné d'une palme végétale

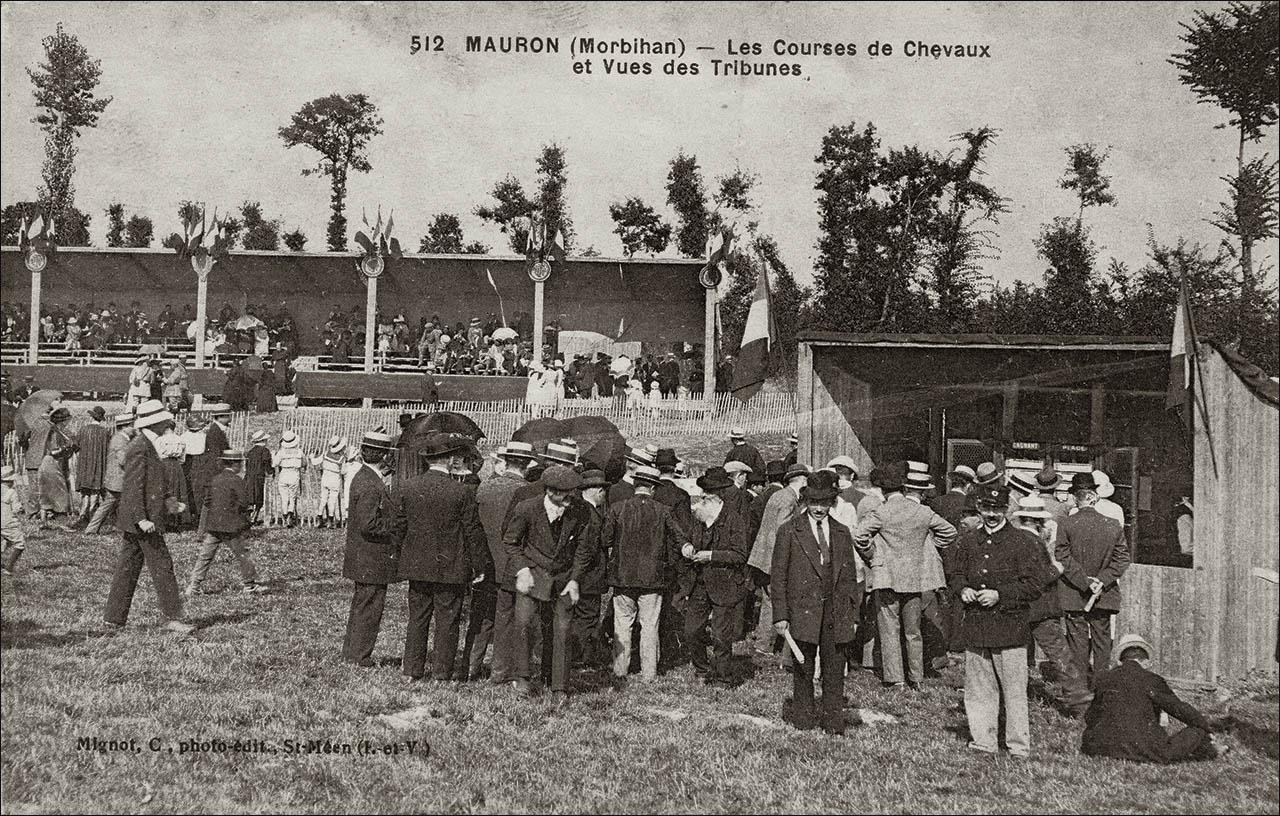
Mauron ː les courses de chevaux vers 1925 (carte postale).

Des courses hippiques étaient organisées sur l'hippodrome des Bruyères entre les deux guerres mondiales (la "Société des Courses de Mauron" a été créée en 1912), par exemple en 1920, ou encore en 1936 (le journal  L'Ouest-Éclair écrit alors que « situé sur les confins de trois départements, Mauron se trouve particulièrement bien placé pour attirer les turfistes ») ; même celles du 27 août 1939 furent organisées en dépit de la guerre imminente. Un club de football L'Indépendante mauronnaise existait dans la décennie 1930 (une équipe dénommée Stade mauronnais jouait déjà des matches en 1909).
Dans la nuit du 21 au 22 juillet 1938 un grave incendie faillit détruire tout un quartier de Mauron et détruisit des immeubles à l'angle de la Grande Rue et de la Rue de la Gare.

#### La Seconde Guerre mondiale
Le 18 janvier 1944 un soldat allemand est tué et son corps est découvert dans une rue de Guilliers ; le 20 janvier 1944, une grande rafle est organisée en représailles par l'occupant allemand à Guilliers et dans les communes voisines : 500 personnes sont rassemblées dans la cour de l'école publique de Guilliers et 43 hommes sont retenus, enfermés pendant 5 jours dans l'école puis emmenés à la gare de Mauron et envoyés au camp de Royallieu, puis déportés par le convoi du 22 mars 1944 au camp de concentration de Mauthausen ; parmi eux  6 sont morts en déportation : Raymond Doublet (mort le 8 mai 1944), Joseph Groseil (mort le 14 juin 1944), Jean Jegorel (mort le 10 septembre 1944), Prosper Vacher (mort le 31 octobre 1944), Ernest Quesnel (mort le 15 janvier 1945), Eugène Jagoury (mort le 21 janvier 1945). Une stèle commémorative a été érigée en 2009 près de l'ancienne gare de Mauron.
Le monument aux morts du canton de Mauron porte les noms de 27 personnes mortes pour la France pendant la Seconde Guerre mondiale ; parmi eux Pierre Dupont, Lucien Fichet, André Guyomard, Georges Leduc, Constant Lorand, Louis Pidou, Louis Pierre, Eugène Porché, Marcel Quernée et François Quéau sont des soldats morts au printemps 1940 lors de la Bataille de France ; Joseph Pépion est mort en déportation en Allemagne le 23 mars 1943 ; Emmanuel Morla le 7 novembre 1941 et Christian Rolland du Noday le 4 février 1945 sont morts en captivité en Allemagne, Anne Goré (sœur Marguerite Marie) est une victime civile de la guerre tuée à Rennes le 17 juillet 1944 lors d'un bombardement.
Le 3 août 1944, les chars de Patton pénètrent en Bretagne en libérateurs pour gagner Brest. La 6e division blindée américaine, aidée par la résistance locale, fait sauter le verrou allemand installé dans l'agglomération, après trois heures de combat ; Vital Percebois, résistant, et trois soldats américains (Andrew Brugger, James Coleman et Charles Roodman), sont tués ce jour-là par les Allemands.

#### L'après Seconde Guerre mondiale
Entre 1946 et 1960 plusieurs dizaines de jeunes de Plumaugat, Éréac, Lanrelas, Mauron, Saint-Méen, etc.. sont partis faire la récolte des betteraves à sucre dans le nord de la France pour gagner leur vie et améliorer l’ordinaire de leur famille restée au pays.
Le monument aux morts du canton de Mauron porte les noms du lieutenant Jean Dessus et du caporal-chef Pierre Deniel, morts pour la France pendant la Guerre d'Indochine. Deux soldats (Ange Berthelot et André  Martin) de Mauron sont morts pour la France pendant la Guerre d'Algérie.

### Le XXIe siècle
Un parc éolien constitué de 5 éoliennes d'une puissance installée de 2 000 KW chacune, est exploité par EDF énergies nouvelles ; il est situé près de la limite nord-ouest de la commune avec celle d'Illifaut. Un nouveau projet d'installation en 2022 d'un parc de 4 à 6 éoliennes (à 2 km du bourg d'Illifaut et à 5 km de celui de Mauron) est prévu par la société Windvision, ce qui a provoqué la réactivation de l'association "Treize vents" qui s'y oppose, arguant de la présence de 80 éoliennes dans la région avoisinante.

## Politique et administration

### Rattachements administratifs
Faisant partie depuis en 1801 de l'arrondissement de Ploërmel, lequel est supprimé en 1926, la commune passe alors dans l'arrondissement de Vannes, avant de rejoindre en 2017 l'arrondissement de Pontivy lors de la création de la communauté de communes de Ploërmel Communauté.

### Finances communales
En 2014, la commune était endettée pour 3 484 495 €, soit 1 015 € par habitant (3 433 habitants au 1er janvier 2014), une hause de 5,40 % sur les 3 dernières années, pour une moyenne française de 710 € par habitant en 2014 (la moyenne française étant en baisse de 0,84 %  sur les 3 dernières années). La capacité de désendettement voisine autour de 7.0 années.

## Démographie
L'évolution du nombre d'habitants est connue à travers les recensements de la population effectués dans la commune depuis 1793. Pour les communes de moins de 10 000 habitants, une enquête de recensement portant sur toute la population est réalisée tous les cinq ans, les populations de référence des années intermédiaires étant quant à elles estimées par interpolation ou extrapolation. Pour la commune, le premier recensement exhaustif entrant dans le cadre du nouveau dispositif a été réalisé en 2005.

En 2022, la commune comptait 3 169 habitants, en évolution de +2,49 % par rapport à 2016 (Morbihan : +3,82 %, France hors Mayotte : +2,11 %).
| 1793  | 1800  | 1806  | 1821  | 1831  | 1836  | 1841  | 1846  | 1851  |
| ----- | ----- | ----- | ----- | ----- | ----- | ----- | ----- | ----- |
| 3 750 | 4 234 | 3 608 | 3 720 | 4 229 | 4 101 | 3 967 | 4 232 | 4 246 |

| 1856  | 1861  | 1866  | 1872  | 1876  | 1881  | 1886  | 1891  | 1896  |
| ----- | ----- | ----- | ----- | ----- | ----- | ----- | ----- | ----- |
| 4 208 | 4 259 | 4 210 | 4 130 | 4 208 | 4 460 | 4 446 | 4 481 | 4 476 |

| 1901  | 1906  | 1911  | 1921  | 1926  | 1931  | 1936  | 1946  | 1954  |
| ----- | ----- | ----- | ----- | ----- | ----- | ----- | ----- | ----- |
| 4 337 | 4 275 | 4 167 | 3 869 | 3 749 | 3 720 | 3 700 | 3 527 | 3 304 |

| 1962  | 1968  | 1975  | 1982  | 1990  | 1999  | 2005  | 2006  | 2010  |
| ----- | ----- | ----- | ----- | ----- | ----- | ----- | ----- | ----- |
| 3 370 | 3 216 | 3 237 | 3 365 | 3 396 | 3 196 | 3 170 | 3 097 | 3 284 |

| 2015  | 2020  | 2022  | - | - | - | - | - | - |
| ----- | ----- | ----- | - | - | - | - | - | - |
| 3 105 | 3 176 | 3 169 | - | - | - | - | - | - |

## Langue bretonne
À la rentrée 2017, 32 élèves étaient scolarisés dans la filière bilingue publique.

## Culture locale et patrimoine

### Lieux et monuments

#### Édifices religieux
- Église paroissiale Saint-Pierre ; l'église actuelle date de 1886-1887, son aménagement intérieur de 1893 ; sa tour carrée et massive se remarque de loin. Son portail provient de l'ancienne église, date de 1525 et présente des portes géminées avec des vantaux sculptés et des voussures décorées de dix scènes inspirées de légendes du XIIe siècle, inscrites aux monuments historiques. Elles se trouvent désormais à l'intérieur. Différentes parties ont donc été apportées au fil du temps, la sacristie a des menuiseries de style Louis XIII, la tour date de 1713, la charpente de 1726. L'église possède d'anciens vitraux visibles dans l'abside.

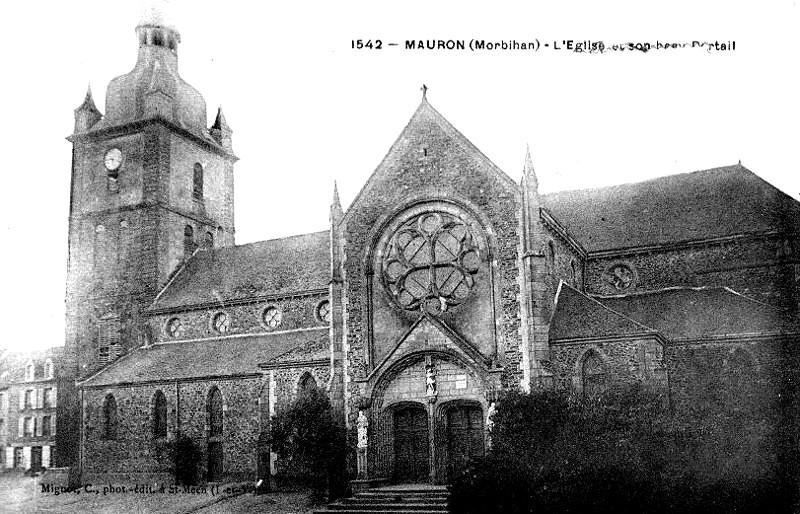
Mauron ː l'église paroissiale et son portail au début du XXe siècle (carte postale).
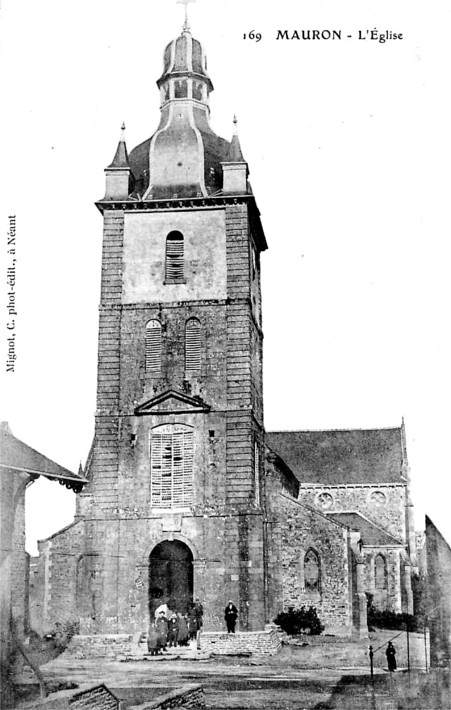
Mauron ː la façade de l'église paroissiale au début du XXe siècle (carte postale).
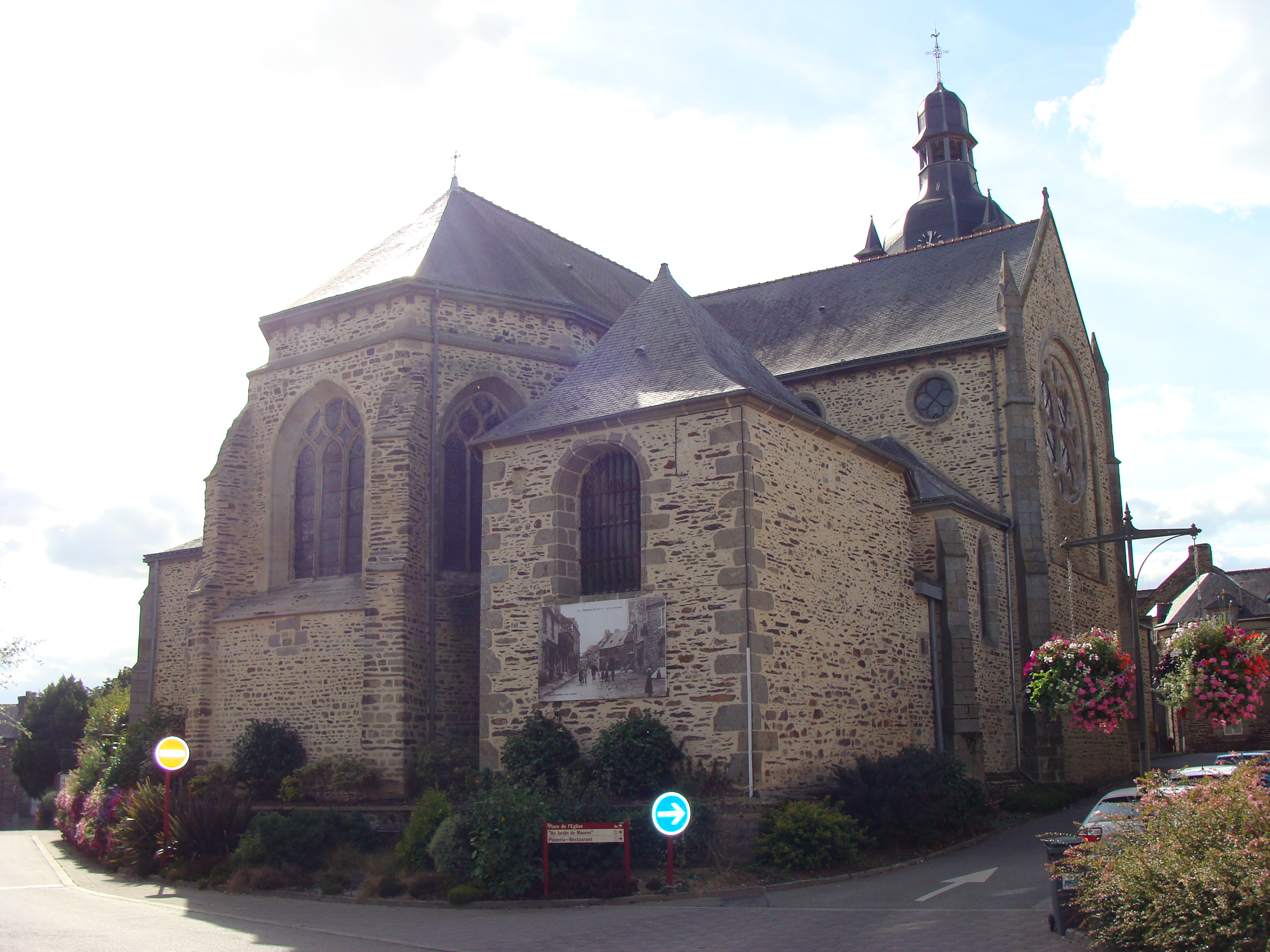
Église Saint-Pierre de Mauron ; vue extérieure d'ensemble.
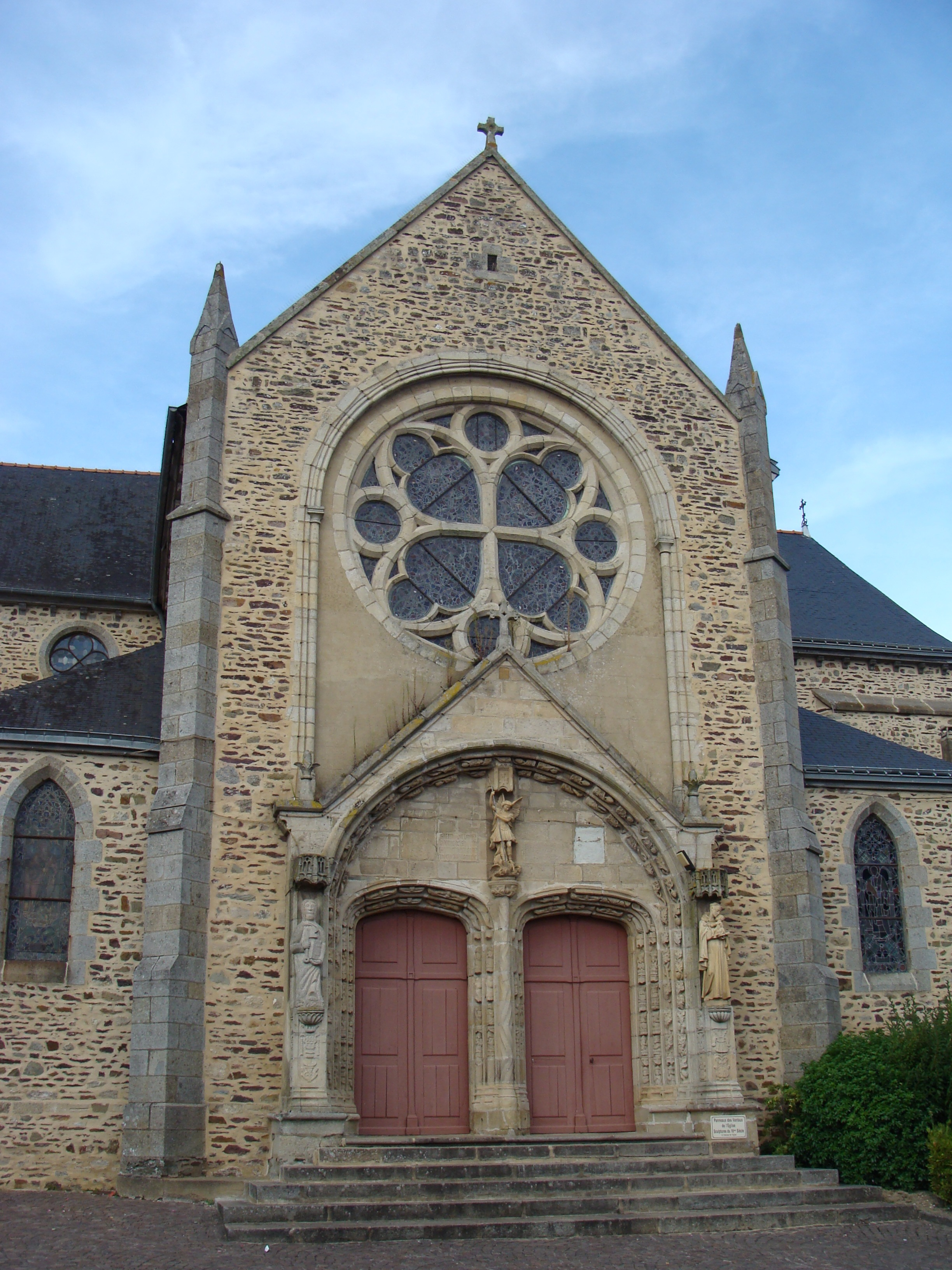
Église Saint-Pierre de Mauron.
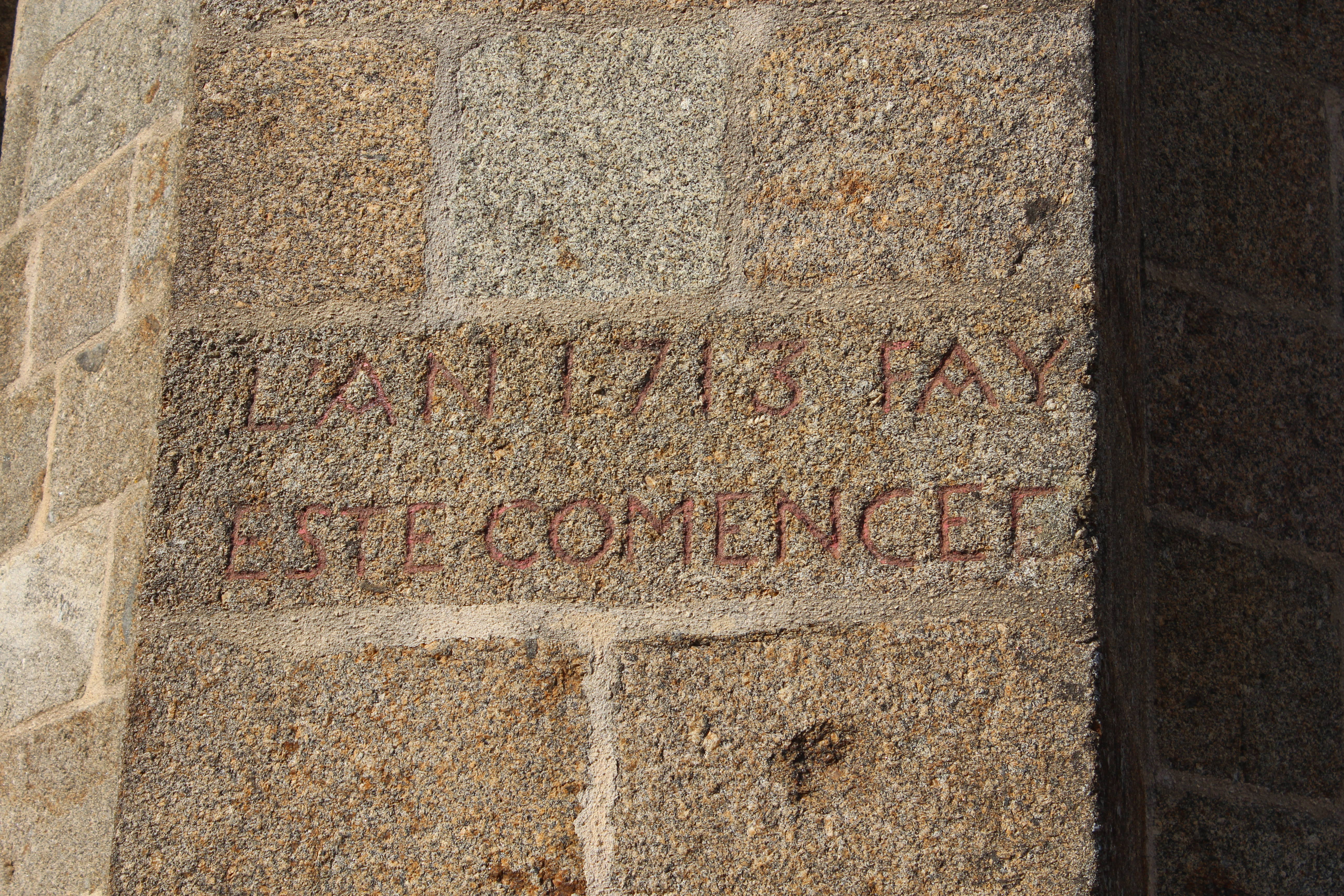
Inscription sur le portail de l'église Saint-Pierre à Mauron.

- Monastère de l'Action de Grâces, fondé par Virginie Danion[Note 29], native de Mauron, en 1869. Peinture de Alphonse Le Hénaff dans l'abside de la chapelle: le  Christ pantocrator, en 1870[92].

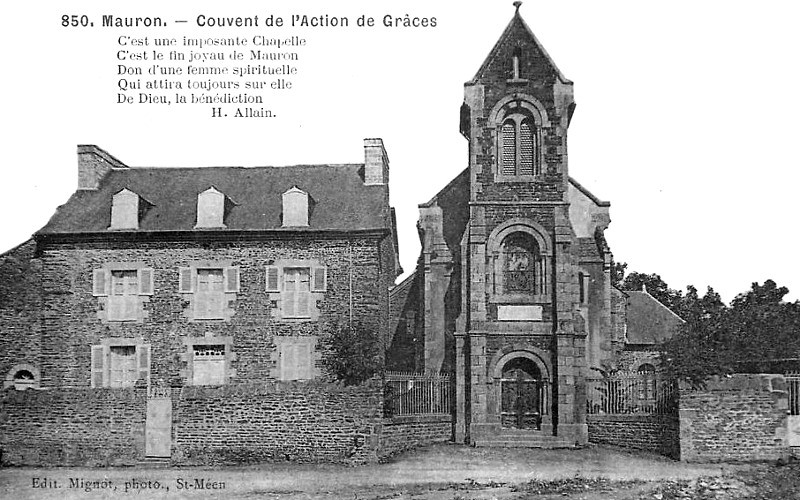
Mauron ː le monastère de l'Action de Grâces au début du XXe siècle (carte postale).
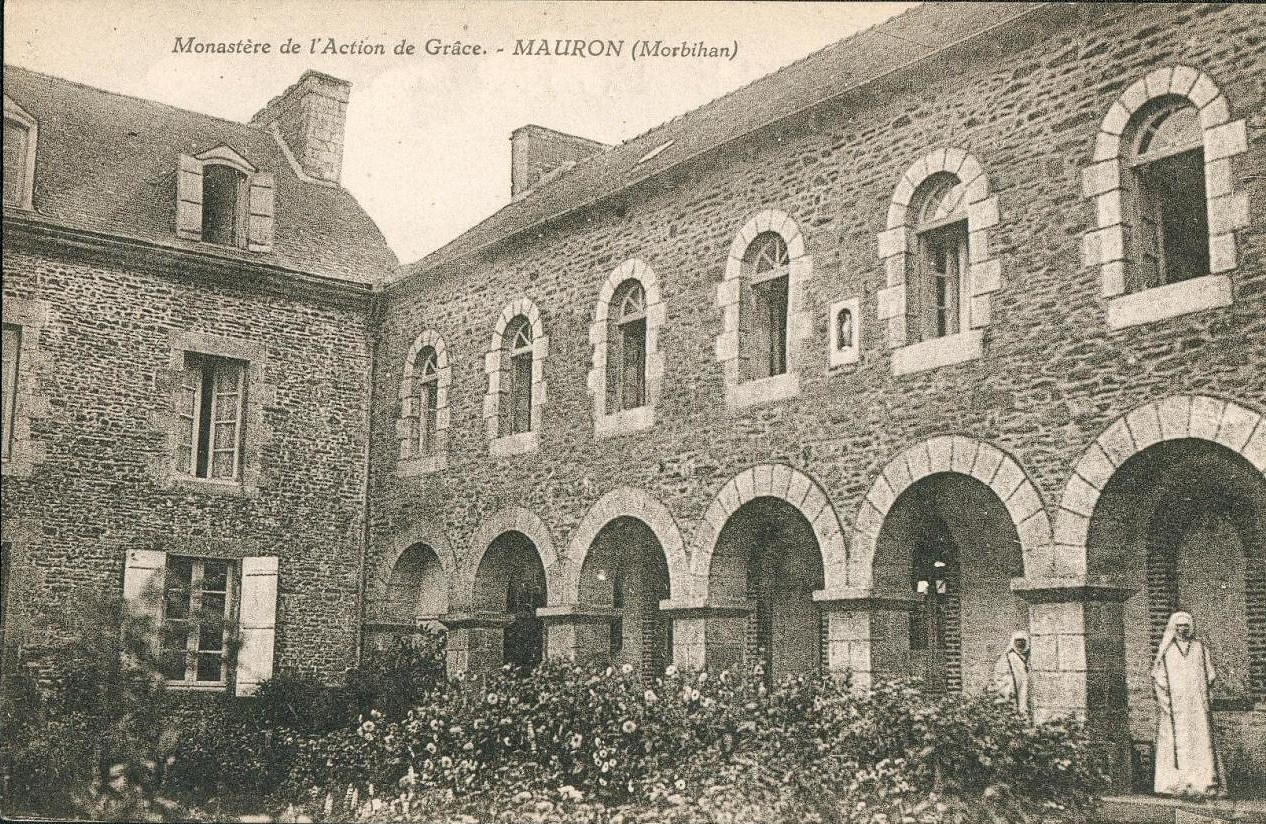
Le cloître du monastère de l'Action de Grâces vers 1920 (carte postale).

- Chapelle Sainte-Anne du XVIIe siècle, sur le village de Beuve, à proximité d'un château détruit en 1676.

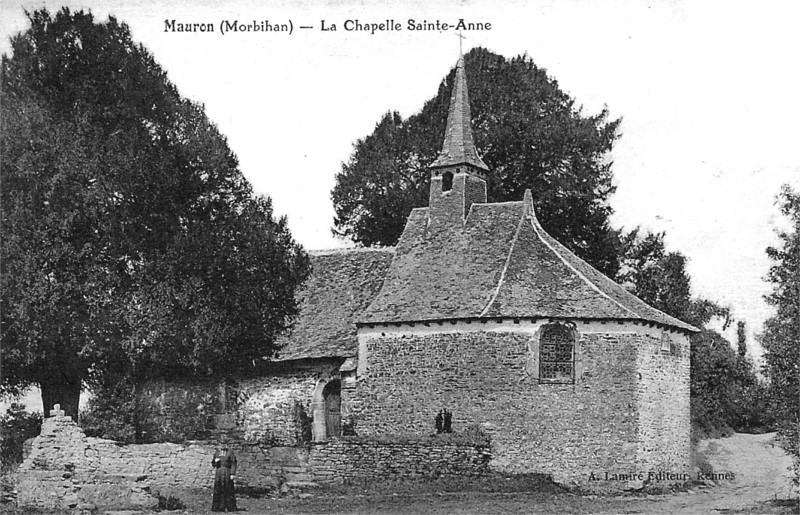
Mauron ː la chapelle Sainte-Anne au début du XXe siècle (carte postale).
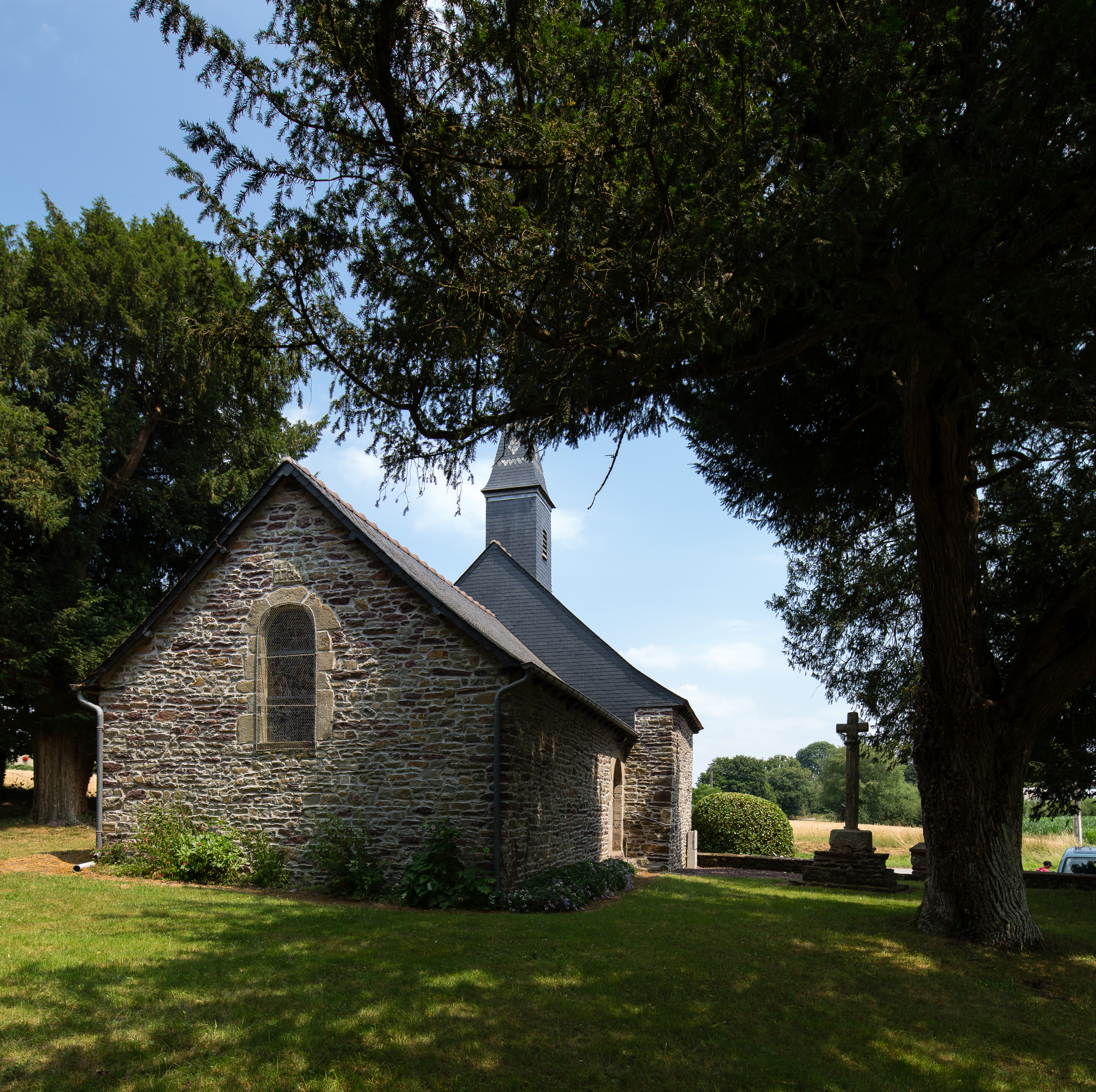
Chapelle Sainte-Anne.

- Chapelle Sainte-Suzanne ; située au Coudray-Baillet, elle date du XVIIIe siècle.

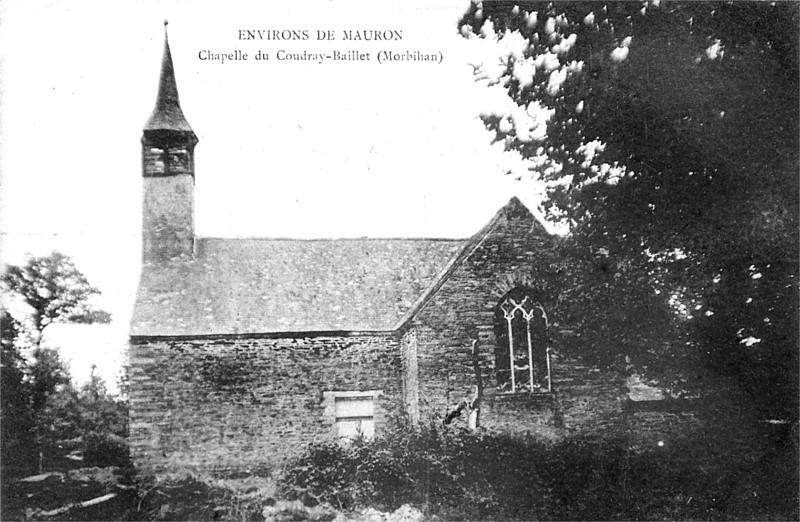
Mauron ː la chapelle Sainte-Suzanne au début du XXe siècle (carte postale).

- Chapelle Saint-Utel : située à Pont-Ruelland, la chapelle actuelle, de style néoroman, dédiée à Notre-Dame-de-Toute-Aide, a été construite entre 1911 et 1913. Elle est dédiée à un saint par ailleurs inconnu, mais plusieurs légendes le concernent[58]. Deux statues en grès datant du IIe siècle et du Ier siècle avant J.C., retrouvées par des paysans dans des champs proches, font penser qu'un lieu de culte ancien existait déjà à cet endroit à ces époques[93].

#### Édifices  civils
- Château de Boyer (XIV-XV-XVI-XVIIème siècles) : il a été la propriété successive des familles Loret, Huchet, Haouissée de La Villéan et Monneraye ; sa chapelle privative est dédiée à saint Uniac et date du XVIIe siècle.

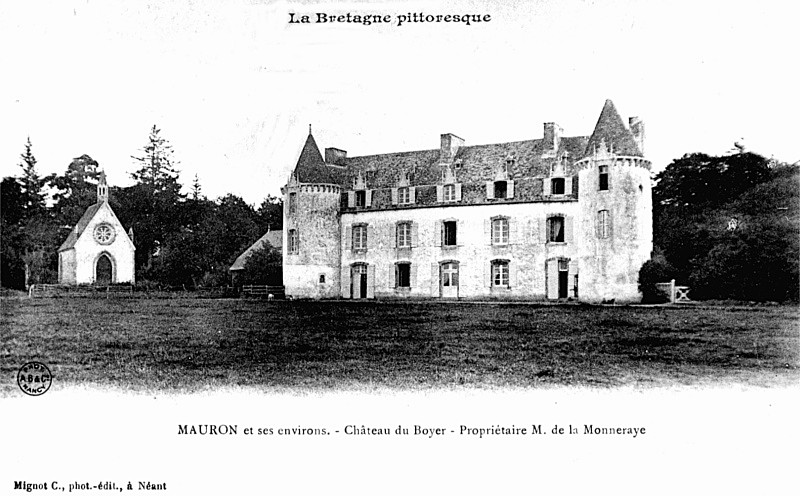
Le château du Boyer au début du XXe siècle (carte postale).

- Château de La Ville-Davy (XVIIIe siècle) : il a été la propriété successive des familles Loret, La Jouyère, La Haye et du Noday.

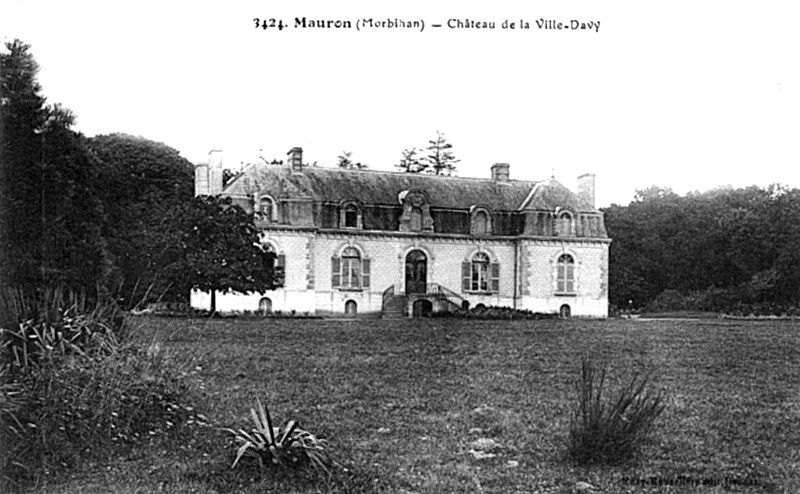
Le château de la Ville-Davy au début du XXe siècle (carte postale).

- Château du Ferron : datant de 1747, il a été rasé en 1937[37].

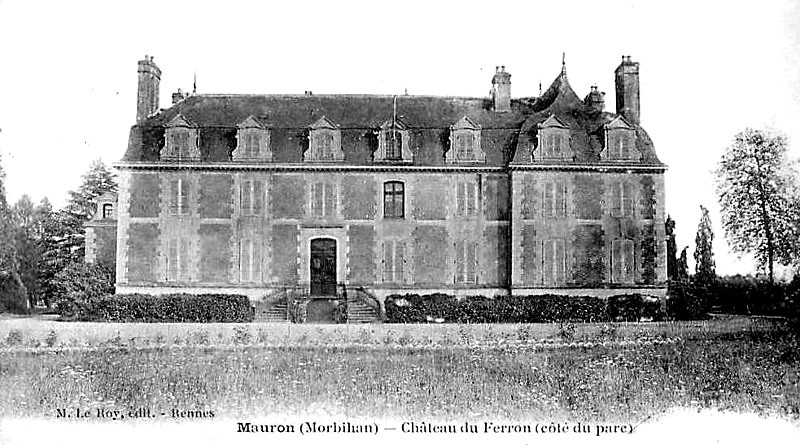
Le château du Ferron au début du XXe siècle (carte postale).

#### Divers

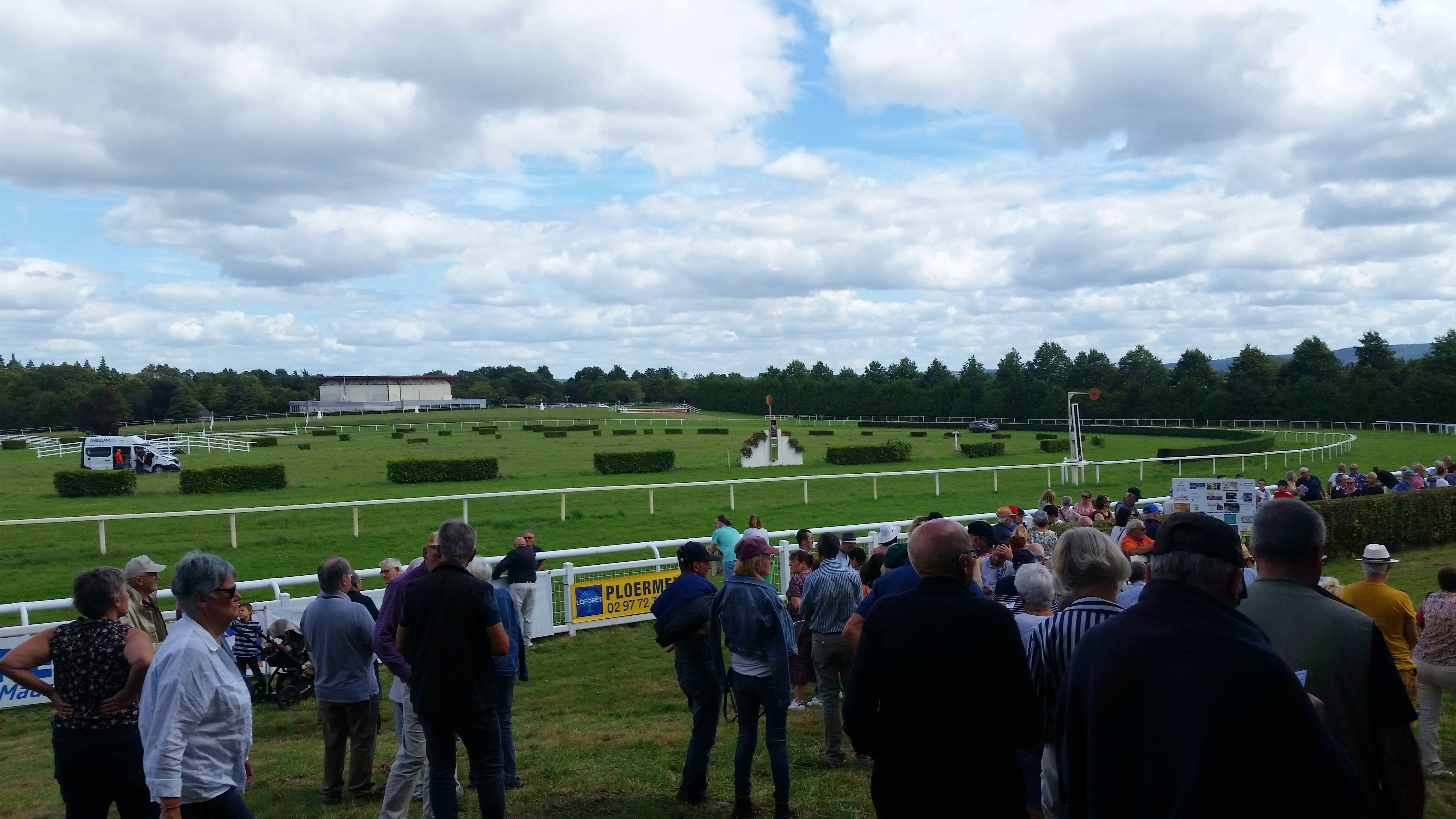
L'Hippodrome des Vélizées lors d'une course hippique en 2023.

- L'hippodrome des Vélizées ; géré par la "Société des Corses de Mauron" créée en 1912, il remplace depuis 1986 les anciens hippodromes des Bruyères (pendant l'Entre-deux-guerres) et de la Ville-Davy (après 1945) : ses pistes sont en gazon[94].

#### Patrimoine naturel
Aucune surface de la commune n'a été retenue dans l'inventaire national du patrimoine naturel. Mais l'environnement naturel de Mauron ne manque pas d'attraits pour autant.
Mauron est un point de départ de la voie verte Mauron Questembert, réalisée par le conseil général du Morbihan et ouverte en 2002, qui emprunte l'ancienne emprise de la voie de chemin de fer de la ligne de Ploërmel à La Brohinière puis le parcours de la ligne de Questembert à Ploërmel.
Un « chemin nature » de 5 km a été aménagé du côté sud de Mauron, répertoriant la flore rencontrée à l'aide de 130 petits panneaux d'information le long du parcours. Il débute au lavoir et emprunte le chemin du Coucou pour revenir par la voie verte. Il a été inauguré le 15 septembre 2013, journée du patrimoine. La tonte y est effectuée tardivement (mesure de protection de l'écosystème local).
Mauron présente aussi un chemin géologique, le verger de l'École Buissonnière et un plan d'eau aménagé. La Maison du Morbihan participe également au développement du tourisme local,.

### Culture
Mots et Tempo est organisé tous les ans en période estivale par la commune sur le thème culturel et dure environ 5 semaines.
Balade dans le passé au Pays de Mauron est une exposition permanente dans les rues de Mauron de 21 reproductions en grand format (3 × 2 m) de cartes postales des années 1900 illustrant divers lieux locaux ; la plupart de ces cartes postales sont l'œuvre de Constant Mignot, né à Néant-sur-Yvel en 1875. Depuis 2013 un dépliant propose un parcours de ces images du passé, avec commentaires sur chaque photo.
Mauron est située à proximité de la forêt de Paimpont souvent associée à la mythologique forêt de Brocéliande.
La commune accueillait le festival Ils ne mauron pas, au cours duquel de nombreux musiciens écossais du label Chemikal Underground se sont produits, c'est le sujet d'un film documentaire britannique baptisé Lost In France sorti en 2017,.

### Héraldique
|  | « De gueules, à un léopard d'argent ». Devise : « Foi de Bréhand vaut mieux qu'argent ». |

## Personnalités liées à la commune
- Famille du Plessis-Mauron de Grenédan.
- Mgr Guillois, né le 28 février 1833 à Mauron, décédé le 22 octobre 1910 à Rennes, évêque du Puy-en-Velay entre 1894 et 1907
- Romain Weingarten (1926-2006), dramaturge, inhumé à Mauron où il s'était retiré sur la fin de sa vie.